# 7月20日密谋案
7月20日密謀案是在第二次世界大戰後期，由德國抵抗運動主導說服軍方並刺殺納粹德國元首阿道夫·希特勒與後續政變行動，密谋藉此推翻以納粹黨為首的德國政府、進而和西方的同盟國達成和平協議。儘管在這之前納粹德國各個抵抗運動成員曾多次嘗試推翻納粹德國政府，密謀案一開始便計畫以成功暗殺希特勒為前提，緊接著實施一連串德國政治、軍事乃至於親衛隊等權力移交計劃。經過後續調查，大約有近200多名納粹德國各界高層參與7月20日密謀案，其中包括陸軍元帥埃爾溫·馮·維茨萊本、19名將級軍官、26名上校、2名大使、7名外交官、1名部長、3名國務秘書與秩序警察局長，以及數名省長、警察局局長和區行政長官。
1944年7月20日，德意志國防軍軍官克勞斯·馮·史陶芬堡於德國在東普魯士拉斯滕堡的戰地指揮部「狼穴」基地引爆公事包炸彈，企圖炸死元首希特勒，但該引爆裝置爆炸後只讓希特勒受輕傷。由於「希特勒死亡與否」這問題遲遲未獲得確認，原本應當在暗殺成功後立刻啟動的女武神行動（瓦爾基里行動）未按照原先規劃發動。最後因為未成功暗殺希特勒，以及參與者對於軍事政變施行的猶豫而延後啟動後續政變計畫，令密謀案宣告失敗。希特勒隨後下令將所有涉案關係人全數逮捕並處以極刑，甚至連埃爾溫·隆美爾以及君特·馮·克魯格亦被牽涉在內並承受致命政治壓力而被迫自殺，其中前德意志帝國霍亨索倫王室的繼承人路易·斐迪南亦牽涉其中，但最終經審問後確定沒有參與而被釋放。德國海軍元首事務會議（Führer Conferences on Naval Affairs）的紀錄則指出蓋世太保至少逮捕了7,000人，最終對4,980人執行了處決命令。
參與密謀案者以赫爾穆特·詹姆斯·馮·毛奇主導的克萊稍集團為主，其中包括德國貴族、德意志國防軍部隊與將領以及部分政府官員。整體來看，儘管7月20日密謀案因為未能成功發動女武神行動而著名，但也是納粹德國時期最大規模的軍事政變行動，甚至計畫在德國境內全面推翻納粹德國政府。許多高階德意志國防軍軍官認為藉由這次行動，能夠向全世界證明並非所有德國人都認同希特勒或納粹黨成員。儘管政變之後提議的和平協議細節仍然不明，但可能會繼續要求統治德國過去長期管理的歐洲領土。由於許多主要抵抗運動的重要人物和組織派系被處死和連根拔起，德國反納粹組織因而受到致命打擊並且徹底癱瘓，直到第二次世界大戰結束都沒有任何有組織性的反抗行動。

## 背景

### 反對集團

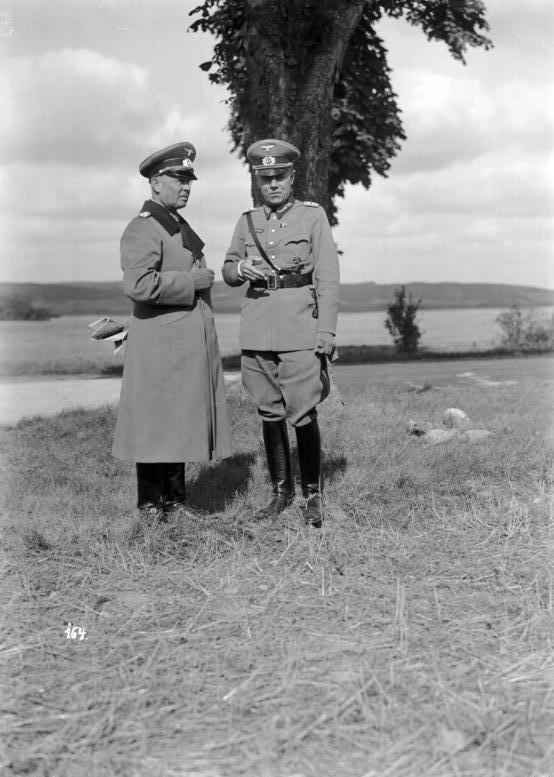
陸軍總司令威爾納·馮·弗里奇和總參謀長路德維希·貝克於1937年一場軍事演習上討論，兩人在政治立場上都對於希特勒反感。

早在1938年，納粹德國陸軍部隊與軍事情報機構阿勃維爾內部便制定計畫，試圖推翻迅速於政治圈崛起、由希特勒領導的納粹德國政權。主要原因在於希特勒上臺後便以自己喜好更換軍方高層，在特意安排下透過私人醜聞逼迫國防部部長維爾納·馮·勃洛姆堡和陸軍總司令威爾納·馮·弗里奇撤離職位，趁機將效忠自己的軍人提拔為德意志國防軍領導階層，並要求所有德軍士官兵必須向自己宣誓忠誠。這次事件引起希特勒和武裝部隊間出現衝突，然而希特勒仍繼續藉由安排數名高級將領退休與調離職位等方式，成功排除早先其備戰策略的將領。曾參與制定佔領捷克斯洛伐克計畫的陸軍總司令部總參謀長路德维希·貝克一級上將，則由於不滿希特勒的外交策略而與後者發生衝突；這使得希特勒下令禁止他干涉這次計畫，最後於同年8月時撤除其職位。
其他陸軍早期抵抗運動的主要領導人還有阿勃維爾局長威廉·卡納里斯上將、阿勃維爾副局長汉斯·奥斯特准將和前德意志國防軍陸軍第1軍團暨前西線總司令部總司令埃爾溫·馮·維茨萊本元帥等人，另外一方面前萊比錫市長卡爾·弗德里希·格德勒和普法戰爭戰爭英雄赫爾穆特·卡爾·貝恩哈特·馮·毛奇的姪孫赫爾穆特·詹姆斯·馮·毛奇會面後，也開始與數名社會知名人士在克赖绍的毛奇公館或其他秘密場合舉行會議。同樣反對納粹黨執政的民間人士還有德國社會民主黨政治家古斯塔夫·達伦多夫與尤利乌斯·莱贝尔、外交官員維爾納·丹克沃特與亚当·冯·特罗特·楚·佐尔茨、記者特奥多尔·豪巴赫、經濟學博士阿道夫·賴希魏因、法學專家彼得·約克·馮·瓦滕堡與耶穌會傳教士阿爾弗雷德·德爾普等人。會面內容主要討論反對納粹政權的事宜，而這批人也因常在克赖绍村聚會而被稱作克赖绍集团。
不久之後，維茨萊本很快便代表其他軍方高層與同樣反對納粹政權的軍界密謀成員、民間人士、政治團體和抵抗組織聯繫，並且透過路德维希·貝克與卡爾·格德勒過去的人脈使得抵抗運動更為擴大，甚至透過特羅特·楚·佐爾茨的外交管道與美國情報官員艾倫·杜勒斯有所聯繫。但在這時，團體內部由於意識形態的差異，開始在推翻政權的方案上出現意見分歧，其中威廉·卡納里斯主張無論採取任何方式都必須推翻納粹德國政府，而在希特勒死亡後應該由貝克繼任德國領導人，並且建立以基督教為主的社會民主主義政府。
不過在多次會談上，赫爾穆特·毛奇則大力反對以刺殺希特勒的方式展開政變，相反地認為應該將其逮捕並訴諸法律進行審判。毛奇曾經說道：「我們完全是外行的，如果我們現在就發難一定會搞砸這件事情。」同時他也認為殺害希特勒的行動讓人感到非常虛偽，並提到「希特勒與國家社會主義已走向了一條『錯誤的道路』，德國反抗組織應該在可干涉範圍內加以阻止」。但由於密謀成員認為具一定貴族性質、以軍方高層和社會重要人士發起的政變極有可能失去民眾支持，以及軍方高層、外交官員和民間人士組成的抵抗組織仍缺乏足以維持後續秩序的武裝兵力，這些都使得密謀成員遲遲沒有制定出完善的方案。

### 早期行動
早在1938年至1939年，希特勒主張原本屬於捷克的蘇台德地區為德國領土，並且為此召開慕尼黑會議。但是面對蘇台德危機不斷惡化，以軍隊高級將領為首的密謀份子為了防止其進一步發動德國與英國和法國間的世界戰爭，決定擬定出推翻希特勒之反抗計畫。當時接替路德维希·貝克職位的弗朗茲·哈爾德則選擇站在貝克的立場，認為如果有必要的話將發動政變推翻希特勒。其中密謀成員分別計劃由哈爾德負責逮捕希特勒的軍事行動，之後將以希特勒精神狀態不穩為由要求轉移政治權力。另外，軍方還決定分別與阿勃維爾副局長漢斯·奧斯特、德國外交部國務秘書恩斯特·馮·魏茨澤克合作。奧斯特的友人埃里希·科尔特其兄弟特奥多尔·科尔特則是藉由曾在倫敦工作的經歷，主動與英國外交及國協事務大臣哈利法克斯伯爵聯絡並說明這次行動。
德國軍方計畫在戰爭可能爆發的情況下，將會由第三柏林軍區指揮官埃爾溫·馮·維茨萊本和第23步兵師指揮官瓦爾特·馮·布羅克多夫-阿勒費爾特自波茨坦發起快速行動逮捕希特勒，另外還安排埃里希·霍普納中將所指揮的裝甲師隨時防備親衛隊第1師干預。但是一方面，當時德國軍方內部包括陸軍總司令瓦爾特·馮·布勞希奇、陸軍參謀長弗朗茲·哈爾德等人對是否執行計畫並不果斷，這使得其遲遲未下達執行任務的命令。另外一方面，英國與法國等西方列強在1939年以前仍對希特勒的外交侵略要求呈現出軟弱屈服的態度，英國首相張伯倫最後於1938年9月前往慕尼黑簽署慕尼黑協定。這使得接收行動並沒有如希特勒所計畫的可能動用武力侵略的方式解決，相反地德國意外地和平接管蘇台德地區。這使得原本因為面臨危機威脅而猶豫不決的將領，重新恢復對希特勒的信任，這使得德國軍方決定先暫停這項已經策劃一定內容的推翻計畫。
1939年夏天，軍方則嘗試阻止希特勒發動入侵波蘭計劃。東線外國軍中負責英美部門的格哈德·冯·施未林便向倫敦發送訊息，表示德國派遣艦隊前往格但斯克並且與蘇聯達成軍事協議，指稱希特勒可能會展開進一步行動。而在這之後，卡爾·弗德里希·格德勒也向英國表示需要開始準備相關措施。第二次世界大戰爆發後，由於希特勒過於激進的方針使得軍事抵抗計畫再度浮出。到了1939年11月，由於希特勒要求德國軍方立刻對法國展開攻勢，使原本認為該計畫不可行的將領重新醞釀發動政變計畫。其中遭到希特勒指責的陸軍總司令瓦爾特·馮·布勞希奇和哈爾德重新計畫準備逮捕希特勒，並且開始尋求相關的支持勢力。但是希特勒在參謀總部演講中公開指責要消滅陸軍總司令部，這使得反抗組織認為其已經知悉馮·布勞希奇在陸軍總司令部和國防軍最高統帥部的支持者，為此哈爾德緊急銷毀了所有可能指控反抗團體的文件。
同時許多陸軍將領對於行動的猶豫不決也使得相關計畫遲遲未進行，例如除了指揮官威廉·馮·里布支持外，其所領導的集團軍群則集體拒絕參加政變。到了1940年5月，德意志國防軍最後在法國戰役中迅速且出乎意料地獲得勝利；希特勒也因而取得德國國內熱烈的支持。在避免違反大眾意願的情況下，使得軍方密謀計畫不得不再度流產。不過漢斯·奧斯特仍然曾經向荷蘭駐柏林武官貝爾特·薩斯透露德軍進攻日期，但是由於天氣因素使得進攻時間更改超過20次，最後反而讓薩斯失去誠信。在這段期間德國民眾亦鮮少公開反對希特勒或者納粹政權，僅有如1939年11月8日，共產主義者格奥尔格·埃尔泽試圖趁希特勒在慕尼黑貝格勃勞凱勒啤酒館演講時引爆炸藥；以及1942年開始，以慕尼黑大學為首的教師、學生組織白玫瑰並發放反納粹傳單等。不過在絕大部分情況下，任何有反抗嫌疑者都會立即遭到蓋世太保逮捕與判刑。

### 新密謀集團

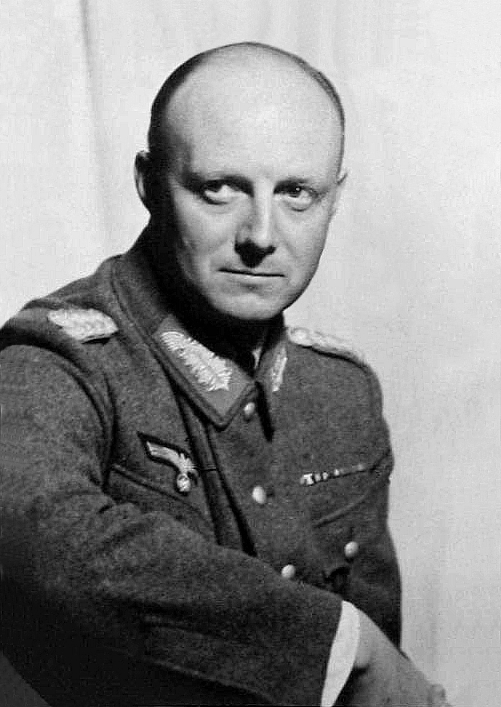
自1942年開始展開多項暗殺計畫的海寧·馮·特雷斯科夫上校。

在蘇德戰爭爆發後，在東線戰場後方陸續有大量平民、蘇聯戰俘以及佔領地區的猶太人遭到屠殺後，獲知此事的德國軍方在戰爭期間仍繼續規劃推翻計畫。1941年冬天，德意志國防軍在莫斯科戰役中開始喪失優勢，這使得推翻計畫重新獲得重視。1942年6月，弗里德里希·亚当·冯·特罗特·楚·索尔茨冒著生命危險前往英國倫敦提出備忘錄，英國外交及聯邦事務大臣安東尼·艾登將其視為叛徒而拒絕予以承諾；並且表示在沒有出現明確試圖奪取納粹政府權力的跡象前，雙方之間不會展開合作。同年年中，曾在巴巴羅薩行動中擔任德國中央集團軍元帥費多爾·馮·波克之參謀官海寧·馮·特雷斯科夫上校和其副官法比安·冯·施拉布伦多夫另外領導新成立的密謀集團。
特雷斯科夫有系統地招募反抗份子進入中央集團軍，使得該集團軍開始成為軍方反抗集團成員的新集結據點。然而這對於希特勒統治也僅能夠作到少量的影響，一方面在1941年至1942年期間由於中央集團軍高層和希特勒就莫斯科戰役的主張不一致，反而讓包括瓦爾特·馮·布勞希奇、埃里希·霍普納、阿道夫·史特勞斯和費多爾·馮·博克等重要德軍將領遭到解職；另一方面經常前往東線戰場視察的希特勒在自己周遭安排親衛隊提供極為森嚴的戒備，甚至連一般將領都難以輕易靠近。而為了防止計畫遭到識破，使得德軍反抗人士遲遲沒有實際作為。不過在1942年期間，奧斯特和特雷斯科夫仍然成功地建立起反抗集團的聯絡網路。在這過程中最為重要的是他們招募到了在柏林本德勒館為德軍司令部總部工作的弗里德里希·奧爾布里希特上將，而後者掌控了德國境內負責聯繫後備軍隊單位的獨立通訊系統，這讓以特雷斯科夫為首的中央集團軍反抗勢力擁有可以實際展開政變的軍力。
1942年年底時，特雷斯科夫與奧爾布里希特開始擬定並預備執行刺殺希特勒，進而推翻其政權的行動。到了1943年3月，兩人企圖趁著希特勒前往位於東線斯摩棱斯克的中央集團軍指揮總部巡視時，將1枚炸彈包裝成君度盒子中，並且安排放入希特勒的座機內，試圖在飛機從文尼察飛往東普魯士的航程中將其引爆。但最終炸彈由於擊錘技術問題而沒有順利引爆，而行動失敗使得阿勃維爾的威廉·卡納里斯上將和埃尔温·馮·拉豪森上校一度緊張。反抗集團第二次嘗試則是在8天之後，策畫趁著希特勒前往柏林軍械庫視察被德軍擄獲的蘇聯制式武器裝備時，由魯道夫·克里斯托夫·馮·格斯多夫男爵引爆炸彈。但是設定10分鐘後引爆的雷管啟動後希特勒便馬上離開，這讓格斯多夫趕緊取消設定以避免遭到發現，暗殺行動宣告失敗。
隨著戰爭局勢似乎將會持續進行，特雷斯科夫在1943年夏季期間積極地在東線戰場計畫暗殺行動，並且以「誅弑暴君」為理由邀集部隊成員參與反抗組織。然而一連串失敗的暗殺行動使得反抗集團士氣陷入低迷，而特雷斯科夫也未能成功招募更多陸軍高級將領或是前線指揮官加入反抗集團的行列，例如埃里希·馮·曼施坦因與格特·馮·倫德施泰特兩位元帥便未表明支持奪取政權之行動。另一方面，特雷斯科夫服役且作為反抗集團重要根據地的中央集團軍處，擁有指揮權的司令官也已經改由君特·馮·克魯格元帥擔任。雖然特雷斯科夫曾多次成功說服他加入反抗行動，但是反抗集團發現他經常在最後1分鐘改變主意。面對克魯格優柔寡斷的態度，兩方陣營因而陷入曖昧不清而讓行動遲遲無法有效進展。

## 計畫

### 史陶芬堡
1943年中旬，德國在戰爭的局勢已被決定性地扭轉。陸軍與民間密謀策劃份子認為只要希特勒遭到刺殺，新成立的德國政府就有機會與西方同盟國集團單獨談和，並在預備簽署單獨合約的這段時間繼續嘗試阻止蘇聯對德國境內的入侵，進而降低更多因為戰爭持續所造成的傷亡。1943年8月時，特雷斯科夫首次與年輕的納粹德國陸軍參謀軍官、同時也是熱心德國民族主義份子的克勞斯·馮·史陶芬堡上校會面。史陶芬堡並非一開始就反對納粹政權，相反地他支持希特勒宣布廢棄《凡爾賽條約》，不過後來拒絕加入納粹黨。1938年納粹黨黨員發動水晶之夜後，史陶芬堡開始與納粹政權疏遠。不過1940年夏天法國戰役爆發後，他又因為德國戰勝法國而對納粹德國產生熱情。但史陶芬堡在戰爭持續進行一年並且德國發動巴巴羅薩行動後，他開始反思納粹德國政府的作為。
而自1942年開始，德軍軍方內部人士開始宣傳希特勒會導致德國一步步面臨災難性後果，因此希特勒必須遭到免職下臺的論點。見識過親衛隊與保安服務處系統性地屠殺猶太人以及槍決蘇聯戰俘的行徑後，史陶芬堡對於納粹政府開始有強烈不滿。然而早期史陶芬堡基於天主教會的宗教信仰，使得他並不認為暗殺是實現這一目標的正確方式。這也讓政治立場上較為保守的他，一開始並不曾實際參與有關的刺殺行動。然而在1942年史達林格勒戰役爆發後，史陶芬堡認定若不刺殺作為元首的希特勒反而會在道德層面上帶來更大的罪惡，對此他表示：
| “                    | 做這件事的人需要明白，人民可能會說我們是叛徒，但如果不做，我們就是良知的叛徒。 | ” |
| ——克勞斯·馮·史陶芬堡 |                                                                                |   |

史陶芬堡的加入隨即為軍中抵抗運動的成員帶來新的氣氛，也讓反抗組織對於刺殺希特勒的行動更加果斷。之後當特雷斯科夫被分配至東方陣線進行指揮時，史陶芬堡就負責規劃和執行對於希特勒的刺殺行動。此外在史陶芬堡加入之後，也開始廣泛邀請民間律師、外交官員和傳教士等加入密謀團體。

### 女武神行動

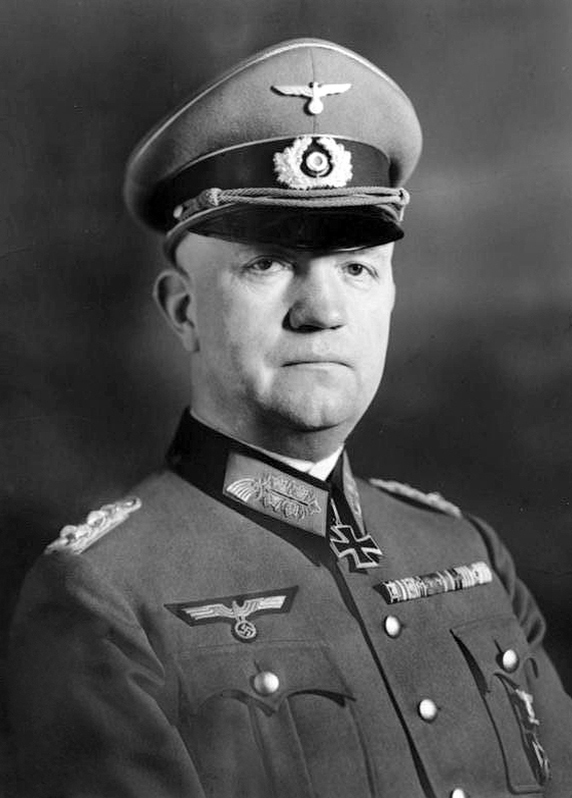
弗里德里希·弗洛姆

奧爾布里希特在早期刺殺行動接連失敗後，提出一個新的暗殺希特勒並隨即展開政變之計畫，嘗試利用原本就駐紮在德國本土、負責因應緊急情況的德國後備軍單位進行政變。在原本後備軍的制度中便存在著被稱作「女武神行動」的動員計畫，其內容最早是為因應數百萬名從被佔領國家強迫調至德國工廠勞動的工人發生暴動，進而影響這些營運中工廠的生產線進度；或者是因為盟軍對德國城市的空襲轟炸造成基礎設施破壞，進而造成了德國社會法律和秩序體系的崩潰，奧爾布里希特便建議藉由修訂計畫的內容來讓後備軍得以動員並合理地加入政變的行列。
1943年8月到9月期間，馮·特雷斯科夫開始起草「修定過的」女武神行動，並且額外加上一些新的執行方案。其開頭文字便改以密令的口吻寫道：
| “ | 元首阿道夫·希特勒已死，有一群陰險的密謀集團試圖為自己奪權，並意圖自後方攻擊本國前線士兵。 | ” |

文件上頭則詳細記述女武神行動啟動後，德國後備軍應該要盡速佔領政府機關、希姆萊的東普魯士指揮部、電臺暨電話局、軍區內各個納粹黨代表處以及集中營等地。在早先研究時有人認為女武神行動主要是由克勞斯·馮·史陶芬堡上校本人擬定，但根據戰爭結束後蘇聯所取得並於2007年公佈的文件中則指出，該計畫主要是在1943年秋季時便由特雷斯科夫便將絕大多數細節擬定出來，之後其夫人愛莉卡（Erika）和女秘書瑪格麗特·馮·奧芬（Margarete von Oven）則將其打成文字資料，並且兩位女性還特別戴上手套以防止留下指紋。
之後該份計畫則交由羅伯特·貝爾納迪斯修訂，並且由史陶芬堡針對在德國境內實施政變計畫進行實質部署，特別是強調派遣部隊前往佔領蓋世太保、親衛隊等重要武裝部門予以佔領。然而女武神行動必須在後備軍總司令弗里德里希·弗洛姆將軍同意後才能夠執行，因此計畫如果要真正進行意味著必須將他拉攏至反抗陣營中，或者至少在某種程度上保持中立態度。然而佛洛姆本人如同大部分高級將領和軍官一樣，雖然大致知道反抗集團私底下針對希特勒的密謀內容但既不予以支持，卻也不將其通報給蓋世太保。

### 暗殺未遂
1943年9月至1944年初，馮·史陶芬堡和馮·特雷斯科夫兩人策劃了數起由不同人選接近希特勒並用炸彈、手榴彈或者是左輪手槍將其刺殺，之後則聯繫位於柏林蒂爾加滕本德勒館的國防軍最高統帥部指揮德國後備軍發動政變。但是為了使暗殺成功率增加意味著暗殺者必須近距離接近目標，但是這些軍事政變計畫皆未獲得成功。其中包括1943年11月下旬，不滿在前一年10月於烏克蘭杜布諾見到保安服務處成員槍殺3,000多名猶太人的阿克塞爾·馮·德姆·布舍-施特赖特霍斯特男爵，同意接受史陶芬堡的建議趁著希特勒在「狼穴」展示新式冬季制服時引爆手榴彈。但是運送制服的車廂在1943年11月16日因為英國空襲柏林而遭到焚毀，原本定在1944年2月重新展示新制服，然而阿克塞尔·冯·德姆·布舍在1944年1月於東線戰場身受重傷。
1943年12月26日，史陶芬堡首次計劃自己前往總部「狼穴」暗殺希特勒，但是在他守候在外面的辦公室時，因為希特勒臨時決定當天馬上飛往貝希特斯加登而將該會議取消。1944年2月，史陶芬堡則和埃瓦爾德-海因里希·馮·克萊斯特-舒曼森展開下一起暗殺計畫。在獲得父親埃瓦尔德·冯·克莱斯特-施门津支持下，馮·克萊斯特決定接替布舍的自殺攻擊任務，但最終因為希特勒多次推遲視察制服的日期而讓暗殺計畫宣告失敗。在這期間，史陶芬堡邀集其副官維爾納·馮·哈夫滕中尉參與暗殺希特勒之任務，但是遭哈夫滕以宗教信仰為由拒絕提議。
1944年3月11日，擔任恩斯特·布施元帥助手的埃伯哈德·馮·布賴滕布赫男爵計畫趁著希特勒前往貝格霍夫時近距離開槍暗殺。但是在會議當天他則意外地遭到親衛隊拒絕在門口，原因在於希特勒曾經下令在會議期間禁止軍官助手入內。這時隨著於戰爭情勢的惡化使得刺殺任務變得越趨困難，主要原因在於希特勒越來越少於公開場合露面、並且也鮮少訪問柏林。相反地，其絕大部分的時間都在東普魯士拉斯滕堡附近的「狼穴」指揮部，偶爾則前往巴伐利亞貝希特斯加登附近的上薩爾茨堡別墅休息。而這兩個地方戒備都極為森嚴，鮮少允許讓希特勒未曾見過或者不信任的人士前來拜訪。與此同時，海因里希·希姆萊和蓋世太保成員也開始察覺有參謀本部成員可能正在策畫推翻或者謀刺希特勒的陰謀。

### 局勢惡化

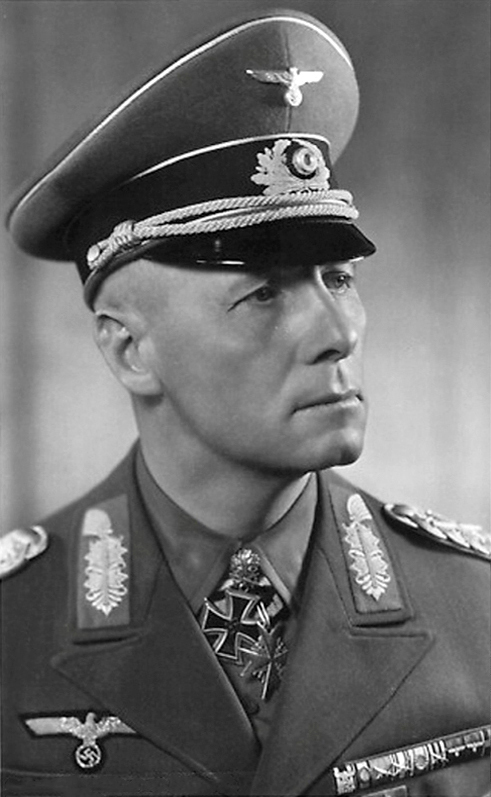
密謀成員後來成功拉攏埃爾溫·隆美爾支持其行動。

1944年夏季，由於東線戰場上的德軍已經全面撤退使得蘇聯紅軍已經將戰線拉回至1941年的國界處；而盟軍也在1944年6月6日在法國發動諾曼地戰役，藉由大規模登陸行動成功開闢西線戰場，這些對於反抗份子來說代表著德國和談時所能掌握的條件與機會已經不多。與此同時蓋世太保亦已經逐漸開始調查密謀集團的成員，因此密謀成員多認為之後的行動將會是最後一次的機會，否則便有可能在展開行動前便遭到查獲且逮捕。此時許多策畫政變的核心成員開始將自己視為政變計畫的關鍵人物，並且認為政變行動在象徵意義上遠大於實際作用。當史陶芬堡透過海因里希·冯·伦多夫-施泰诺特中將發送訊息給特雷斯科夫，詢問暗殺希特勒是否具有其他實際行動之外的政治目的時，後者則回答：
| “                    | 這次行刺是必須且不計一切代價的，即使會失敗我們也要在柏林有所行動。實際的行動目的不再重要了，現在最要緊的是讓世人與歷史看到德國有人反抗希特勒政權，沒有一事情與這個相比還要更重要的。 | ” |
| ——海寧·馮·特雷斯科夫 | |   |

7月初開始，反抗集團成員在取得共識後便進行一連串密謀的準備工作，其中最為重要的事項之一為說服了有「沙漠之狐」之稱的陸軍元帥埃爾溫·隆美爾加入行動的行列。反抗人士成功拉攏當時在德國最具聲望的隆美爾，而這也是第一位支持他們行動的現役元帥（維茨萊本自1942年起就一直是退役狀態）。但是隆美爾本身並不支持對希特勒展開暗殺行動，認為這將造就出因為「希特勒身亡，德國因而戰敗」的情勢，並且反而會讓他人趁機將希特勒塑造成一名烈士；而隆美爾的意見則與絕大多數支持反抗行動的軍官一樣，認為應該策畫將希特勒逮捕並且送至軍事法庭公開審理。
而早在1943年8月時，海因里希·希姆萊便和密謀份子有所接觸，其中普魯士州財政部長約翰內斯·波皮茨便經由格德勒的網絡與其接觸，並提議希姆萊在刺殺計畫成功後在反抗團體支持下取代希特勒，之後便與盟軍進行談判以結束戰爭。儘管這次會面之中並沒有得出任何結論，然而希姆萊也顯然沒有在知情的情況下下達命令逮捕波皮茨或者是追蹤其背後的抵抗集團。可能原因之一是即使如希姆萊這般如此追隨希特勒的政府高層，早在1943年時也漸漸瞭解到戰爭到了這個階段德國可能已經沒有獲勝之希望，因而默许政變計畫持續進行，而在行動成功後亦能夠確保以希特勒繼承者的身份讓戰爭和平結束。
不過波皮茨並非唯一一位認為希姆萊是潛在盟友者，格德勒自己也曾透過卡爾·朗本間接與希姆萊接觸並互相交流想法。而威廉·卡納里斯的傳記作者海因茨·赫納在其作品中則記述卡納里斯曾與希姆萊共同合作，企圖讓軍事政變以及之後政權的轉移成功實現，但是這僅僅是個人猜測。但在另一方面，海寧·馮·特雷斯科夫上校和其他政變份子主要成員仍不希望在刺殺希特勒後仍由另一位同樣危險性的親衛隊領導者取代，因此在可能的情況下仍希望一併將希姆萊與希特勒加以刺殺，但這也使得史陶芬堡於7月11日嘗試展開的暗殺計畫因為希姆萊不在場而中止。

## 行動

### 多次嘗試

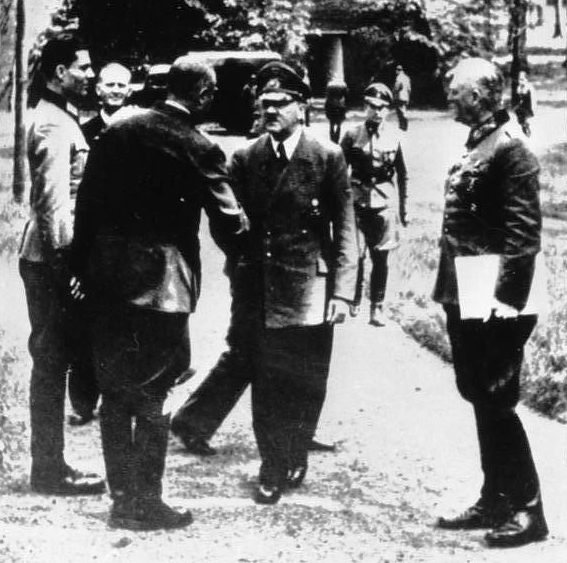
由左至右分別為克勞斯·馮·史陶芬堡、阿道夫·希特勒和威廉·凱特爾，而與希特勒握手者為卡爾·博登沙茨，攝於1944年7月15日位於拉斯滕堡的希特勒總部「狼穴」。此時史陶芬堡的公事包便放有炸彈，但最後並未順利引爆。

1944年7月1日星期六，史陶芬堡被任命為駐紮柏林市中心、接受弗里德里希·弗洛姆大將指揮的後備軍總部總參謀長，而這職位除了使其能夠調動後備軍步兵部隊與裝甲部隊外，並且也因而獲得向後備軍下達發動女武神行動指示的權限。而在這之後，史陶芬堡也因為這職位而獲准得以參加於東普魯士「狼穴」和貝希特斯加登進行的軍事會議，這意味著史陶芬堡獲得了絕佳接近希特勒本人向其報告、並且親手以炸彈或者手槍刺殺的機會，而這也被視為密謀團體最後一次發起政變的機會。另一方面這時反抗組織也拉攏到了幾位關鍵盟友，包括駐法德軍總司令卡爾-海因利希·馮·史圖爾普納格步兵上將，其中後者允諾一旦刺殺行動成功即會全面控制巴黎市並與入侵的盟軍針對停戰進行談和。
此時政變所需要的完善的條件已經齊全，首先在1944年7月7日赫爾穆特·施蒂夫將軍便試圖在希特勒於薩爾斯堡附近的克萊斯海姆宫觀看新式制服時加以刺殺，但是施蒂夫在判斷當下局勢後卻遲遲沒有機會下手。這次暗殺行動使得史陶芬堡決定往後由他本人親自展開按照暗殺行動，依照1943年12月的規劃方向以炸彈刺殺希特勒、海因里希·希姆萊和赫爾曼·戈林，並且在計畫成功後由他接下管理柏林政變的事務。7月11日，史陶芬堡在公事包中放置炸彈後前去參加希特勒亦出席的會議，計畫先行預備實施暗殺行動。但因為密謀集團決定若要使女武神行動有成功的機會的話，必須一併將希姆萊和戈林炸死，但行動前夕希姆萊仍未參加狼堡的會議而使得刺殺計畫臨時中止。但事實上，希姆萊只有在極為罕見的狀況下才會參與軍事會議（黨衛軍雖然有參與戰爭，但希姆萊本身並非軍人，對軍事方面並不了解）。
7月15日，史陶芬堡接受「狼穴」的電話召集再度從柏林本德勒館前往「狼穴」嘗試進行暗殺，此時密謀團體將一併去除希姆萊的要求已經去除。計畫則改成由史陶芬堡將設有定時炸彈的公事包安置於會議桌下，之後再藉口離開希特勒所待的會議室並等待爆炸。一旦爆炸後即立刻飛回柏林，加入本德勒館其他密謀者的行列發動女武神行動。之後被動員的後備軍將會逮捕納粹官員與領導人並且掌握德國，並且分別由貝克擔任國家臨時元首、格德勒擔任總理以及維茨萊本擔任三軍總帥一職。然而7月15日當天計畫又在最後臨時取消，雖然這次會議戈林與希姆萊皆一同在場，但是希特勒卻提早離開了會議室。史陶芬堡因而趕緊將炸彈引信停止，最終沒有被現場人員發現。
儘管這次暗殺行動最終失敗，但是史陶芬堡仍然認為將放置有炸彈的公事包安置在會議室內之計畫具有實行可能性，並且期待下次會議召開所提供的暗殺機會。不過之後在7月17日時，支持密謀集團行動的埃爾溫·隆美爾元帥則意外在前往法國途中遭到噴火戰鬥機掃射，造成頭部受到重傷而趕緊送往醫院。到了7月18日，開始有傳言表示史陶芬堡的目的已經被蓋世太保發現，並且隨時都有可能被逮捕。儘管這很明顯就是是不正確的傳聞，但也顯現出蓋世太保可能正逐漸接近政變核心人物，這也意味著之後針對希特勒的暗殺行動極可能就是最後一次的政變機會。

### 行動展開

#### 會議成員
7月20日星期四上午10時，史陶芬堡再次和其副官維爾納·馮·哈夫滕搭乘爱德华·瓦格纳所安排的He 111轟炸機，從柏林附近的朗斯多夫機場飛往東普魯士拉斯滕堡的元首總部「狼穴」。在這次希特勒將在場的軍事會議上，史陶芬堡則在其公事包內同樣攜帶了2個由韋塞爾·弗賴塔格·馮·洛林霍芬所提供的英製計時炸彈。其中這次參加會議的人士包括有：
| 1. 阿道夫·希特勒，因這次爆炸而身受輕傷。 2. 阿道夫·豪辛格中將，擔任陸軍參謀本部副部長與作戰處處長，因這次爆炸而身受輕傷。 3. 君特·科爾登空軍大將，擔任空軍參謀本部部長，因這次爆炸而喪生。 4. 海因茨·勃兰特上校，作為胡辛格的助手擔任第一參謀，因這次爆炸而喪生。 5. 卡爾·博登沙茨上將，擔任空軍總司令赫爾曼·戈林與元首希特勒總部聯繫的聯絡官，因這次爆炸而身受重傷。 6. 海因茨·魏策内格中校，擔任約德爾的高級參謀人員。 7. 魯道夫·施蒙特步兵上將，擔任希特勒在德意志國防軍的首席副官暨陸軍人事部部長，因這次爆炸而喪生。 8. 海因里希·博格曼中校，擔任希特勒的軍事副官，因這次爆炸而身受重傷。 9. 瓦爾特·布勒上將，擔任德國國防軍最高統帥部陸軍參謀長。 10. 卡尔-耶斯科·冯·普特卡默海軍中將，擔任希特勒的海軍副官，因這次爆炸而身受輕傷。 11. 海因里希·貝格爾（Heinrich Berger），擔任速記員，因這次爆炸而喪生。 12. 海因茨·阿斯曼，擔任德國國防軍最高統帥部海軍參謀人員。 13. 恩斯特·約翰·馮·弗賴恩德少校，擔任凱特爾的副官。 14. 瓦爾特·舍夫少將，擔任希特勒特別代表暨德國國防軍最高統帥部歷史學家，因這次爆炸而身受輕傷。 15. 漢斯-埃里希·沃斯海軍中將，擔任納粹德國海軍代表暨德國海軍與元首總部間聯繫的聯絡官。 16. 奧托·京舍，擔任希特勒的黨衛軍副官。 17. 尼古勞斯·馮·貝洛上校，擔任希特勒的空軍副官。 18. 赫爾曼·菲格莱因中將，武裝黨衛軍於元首總部的代表。 19. 海因茨·布赫霍尔茨，擔任速記員。 20. 赫伯特·比克斯少校，擔任約德爾的第二副官。 21. 弗朗茨·冯·松莱特纳，擔任元首總部的外交部代表。 22. 瓦爾特·瓦爾利蒙特砲兵上將，擔任德國國防軍最高統帥部副參謀長。 23. 阿爾弗雷德·約德爾大將，擔任德國國防軍最高統帥部作戰處處長，因這次爆炸而身受輕傷。 24. 威廉·凱特爾元帥，擔任德國國防軍最高統帥部總長。 |

#### 暗殺行動

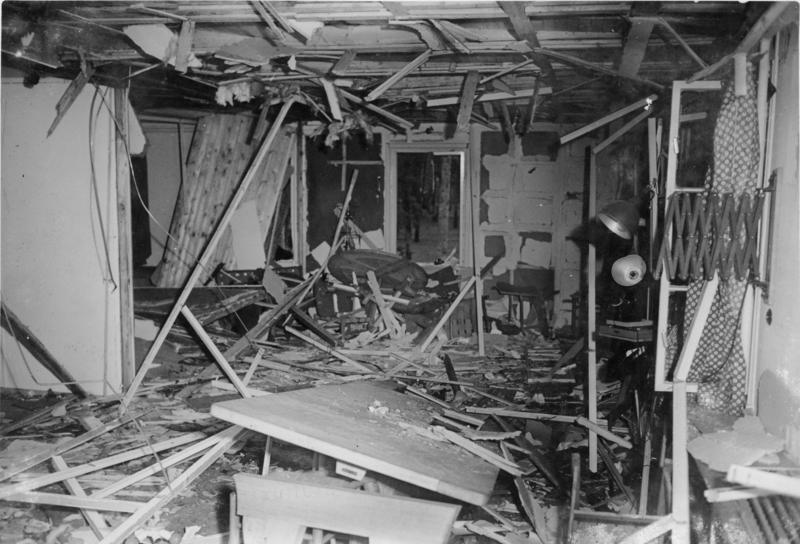
1944年7月20日炸彈爆炸後希特勒所在總部「狼穴」的會議室景象。

然而在前往「狼穴」後，史陶芬堡才得知由於希特勒預計要在下午和本尼托·墨索里尼會面，使得軍事會議提前半個小時進行。這使得暗殺計畫受到威脅，因為史陶芬堡原本計畫要同時啟動2枚炸彈的時間縮短許多。因此在當天中午12時30分會議開始後不久，史陶芬堡假裝表示受到炎熱夏天的影響，因此希望他在向希特勒報告前提供些許時間更換襯衫。史陶芬堡便以此藉口進入隔壁威廉·凱特爾辦公室的洗手間，在哈夫滕從旁協助下以事前準備好的鉗子剪斷原子筆型的鉛筆雷管將其啟動，爾後將雷管插入一塊重達1公斤（約2.2磅）的塑性炸藥塊之中，之後他把整個定時炸彈放入由韋塞爾·弗賴塔格·馮·洛林霍芬少將事前準備的牛皮紙袋包裹中。該雷管引信處設計有1個注有氯化銅溶液的銅管，將其破壞並經過約10分鐘的侵蝕，會讓原先扣住撞針的金屬絲失效、進而引爆炸彈。
但是由於必須讓維爾納·馮·哈夫滕注意附近人員流動狀況，這使得傷殘的史陶芬堡必須花費許多心力準備炸藥啟動，但儘管如此他也只能夠啟動其中1個雷管並將其插入塑性炸藥。最後為了避免被其他人起了疑心，史陶芬堡決定只在準備好1份炸藥的情況下就得急忙將炸藥放入公事包內。史陶芬堡進入會議室後在不知密謀的恩斯特·約翰·馮·弗賴恩德少校幫助下，成功將自己的公事包繞過了會議室內所聚集20名人員與希特勒，並安置於希特勒所在位置附近的會議桌底下。幾分鐘後，史陶芬堡按照計畫以接聽來自柏林的重要電話為藉口離開了會議室。根據推測，站在希特勒旁邊的海因茨·勃兰特上校此時便將史陶芬堡的公事包從桌子原位移到另一邊會議桌桌角；這項舉動進而讓炸彈在爆炸時威力減弱而使得希特勒不因炸彈爆炸而直接遭到殺害，但布蘭登後來仍然被炸彈炸死並且炸斷了一條腿。
12時42分左右炸彈順利引爆並且將會議室整個摧毀，魯道夫·施蒙特步兵上將、海因茨·勃兰特上校、君特·科爾登一級上將3名軍官和速記員海因里希·貝格爾（Heinz Berger）因為炸傷傷重不治身亡，而瓦爾特·舍夫少將、卡爾-傑斯可·馮·普特卡默少將、海因里希·博格曼中校、卡爾·博登沙茨上將、瓦爾特·布勒上將、阿爾弗雷德·約德爾一級上將和阿道夫·豪辛格中將則受較嚴重的傷，然而包括主要目標在內的希特勒等人員仍因為受到厚實的桌角保護而只受到了輕傷。整個會議室內除了凱特爾以外，其餘所有人的褲子皆燒焦並且因為爆炸而震破耳膜。而受到厚重橡木會議桌保護的希特勒除了受到爆炸直接影響而瘀青擦傷、耳膜受傷、頭髮燒焦之外，制服褲子則因為腿部刺入了約200枚的木頭碎片而破爛；希特勒本人對於自己在經歷暗殺後倖存下來這一結果，則認為是獲得「天意」保佑並得到一定信心。
儘管史陶芬堡並沒有親眼確認希特勒確實因為爆炸而喪命，但是他看到爆炸過後的混凝土建築、飛散的瓦礫碎片與冒出的濃煙後便認定任務已經完成：希特勒已經在這次暗殺行動中身亡。相信希特勒已經死亡的史陶芬堡立即跳上其副官維爾納·馮·哈夫滕事前準備好的工作人員用車快速離開「狼穴」，他們很快便通過第一個檢查哨的值班門衛阻攔和盤查，但是也察覺到在前往機場的警戒等級逐漸提升。到了第二個檢查哨時兩人便遭到攔阻，之後史陶芬堡假借有重要軍官指派要事並且要立刻前往該處，要求值班哨兵開放屏障讓兩人通行。在即將抵達拉斯滕堡當地機場時，史陶芬堡為了避免被提早遭到懷疑便命令沃爾納·哈夫滕將備用的第二枚炸彈塊扔進森林中。最後在與機場停機棚的檢查哨交涉之後，史陶芬堡和哈夫滕於下午1時搭乘由艾德華·華格納砲兵上將準備的Ju 52運輸機飛往柏林。

### 啟動與否

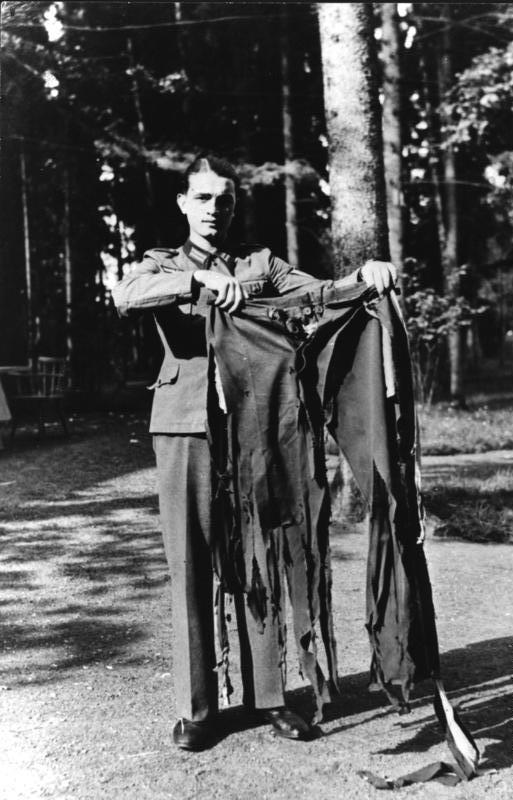
1名士兵展示阿道夫·希特勒在炸彈行刺失敗後燒壞的褲子。

此時人在「狼穴」支援的密謀成員埃里希·費爾吉貝爾將軍原本依照約定，在確定會議室爆炸後將此訊息告知給負責在柏林發起政變的成員，隨後立即將「狼穴」對外所有的通訊線路全數關閉。但是在爆炸過後幾分鐘，「狼穴」的工作人員便已經確認希特勒仍然活著並且予以醫治。不過實際上「狼穴」本身與親衛隊和其他元首總部是採用獨立的通信網絡聯絡，這使得密謀團體的關閉對外聯絡線路方式並無實質效果。也因此在下午1時，人在柏林的國民教育與宣傳部部長約瑟夫·戈培爾便已經知道暗殺事件，但是對於細節部分仍然沒有很明瞭。而費爾吉貝爾在傳遞暗殺成功的訊息幾分鐘後，在得知希特勒仍然活著一事隨即重新啟動原先「狼穴」的對外聯絡線路，並以電話聯繫在本德勒館等待消息的密謀成員弗里茨·蒂勒。其中費爾吉貝爾拜託蒂勒告知本德勒館抵抗運動成員行刺失敗的事情，並且還傳送了內容模糊的「慘劇發生了，元首還活著」之訊息。
對此蒂勒隨即向另一名人在「狼穴」的庫爾特·哈恩上校通話，明確得到希特勒在這次暗殺行動中仍活著的消息。其中希特勒在炸彈爆炸後還倖存的狀況如果實際發生，意味著原先佈署在柏林的後備軍也會知道希特勒仍然活著的事實，此時女武神行動的計畫就應當被取消而使得政變面臨失敗。之後蒂勒在與弗里德里希·奧爾布里希特和埃里希·霍普納通話後，兩人決定暫時不啟動女武神行動。到了下午2時，沒有出席此次會議的海因里希·希姆萊透過「狼穴」聯絡線路，向位於柏林的刑事警察局局長阿图尔·内贝要求進行調查，同時還指示親衛隊國家安全部第四局局長海因里希·穆勒率領蓋世太保逮捕史陶芬堡。與此同時，儘管史陶芬堡和哈夫滕仍然沒有返回柏林帶來明確消息，阿尔布雷希特·默茨·冯·奎恩海姆積極說服其上級奧爾布里希特宣布女武神行動啟動，並且開始自行簽署初步的指示。
大約下午3時45分左右，史陶芬堡搭乘的飛機抵達柏林附近的朗斯多夫機場後，史陶芬堡立刻在機場打電話告知柏林的密謀份子希特勒已經死去。在史陶芬堡提到「我親眼看到他被抬出來」作為保證的情況下，本德勒館內部的密謀份子隨即陷入混亂，並且無法確實證實哪一方的消息才是正確。最終奧爾布里希特於下午4時決定正式啟動女武神行動的命令並開始調動軍隊，但是他在和史陶芬堡與佛洛姆將軍交涉時，後者對於此項決定仍然感到猶豫不決。之後佛洛姆打長途電話給人位於「狼穴」的威廉·凱特爾並且獲得希特勒只受到輕傷的保證，而凱特爾也隨即詢問史陶芬堡的下落。這使得佛洛姆了解政變正逐漸蔓延至指揮部並且可能造成自己陷入危險，因此他回答史陶芬堡應該仍然與希特勒在一塊。
隨著女武神行動部分動員計畫陸陸續續啟動，其中許多擔任指揮官的密謀成員為了節省時間而以口頭方式下達命令。因此實際上僅有標記有女武神行動關鍵字的指令發向各個軍區、軍營和後備部隊，但是其中一個電報錯誤地送至「狼穴」，這使得「狼穴」在該電報之後隨即修改本德勒館的指示。女武神行動啟動後，法國軍事管理區總督暨駐法國德軍總司令卡爾-海因利希·馮·史圖爾普納格設法解除保安服務處、親衛隊和蓋世太保的武裝，並且拘禁了他們絕大部分的領導官員。接著他前往西線總司令君特·馮·克魯格的指揮部要求他與盟軍接觸，但被告知希特勒仍舊活著。維也納軍區首席指揮官海因里希·科德雷上校也在接獲女武神行動指示後，下令部隊大規模逮捕城市內部的親衛隊成員。隨後在維也納、布拉格和許多其他地方的後備軍部隊亦陸陸續續占領納粹占領區政府以及各地集中營，並且逮捕了多名親衛隊軍官和地區長。

### 柏林政變

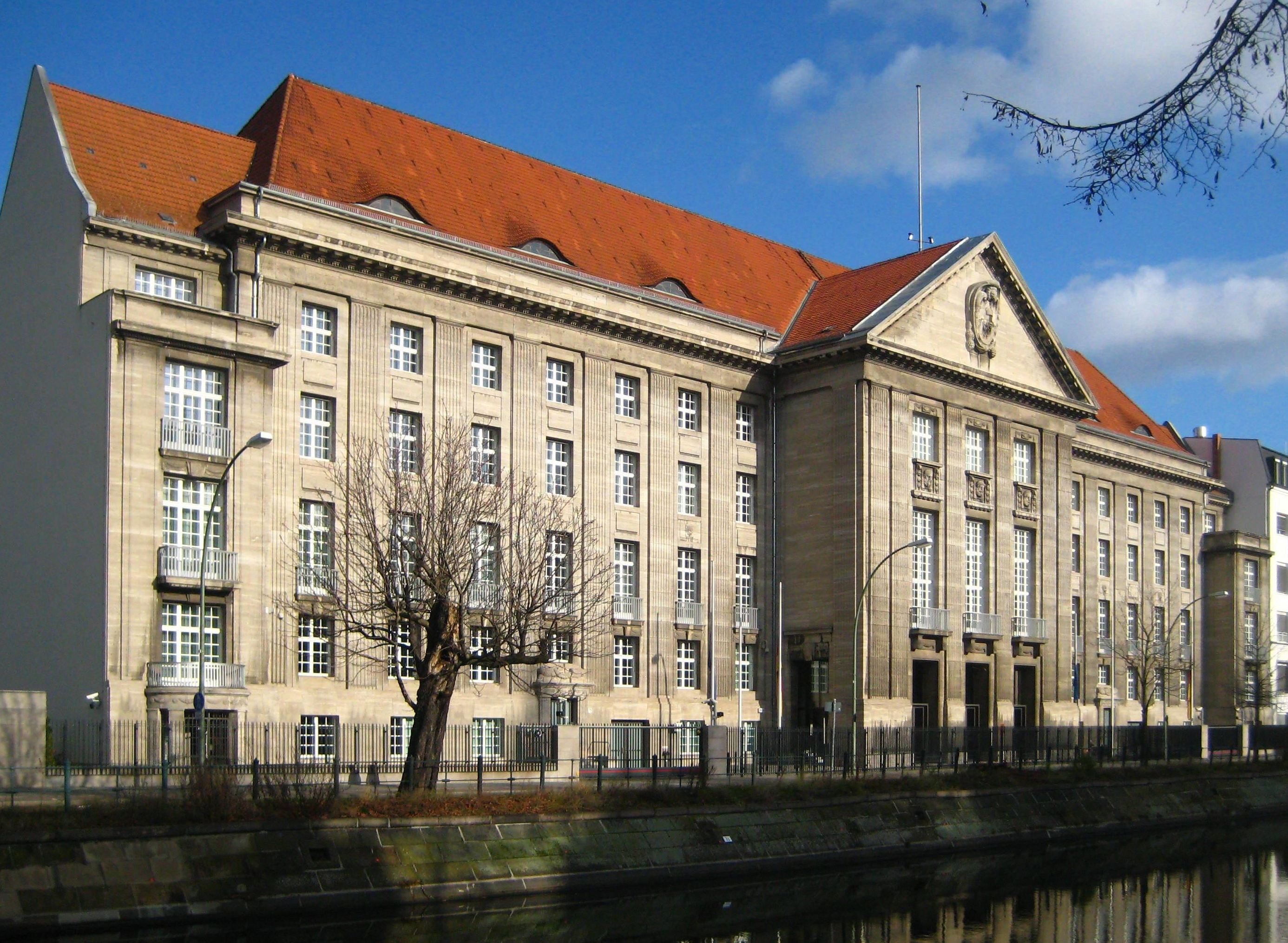
作為政變指揮中心的本德勒館。

大約下午4時35分史陶芬堡和哈夫滕抵達了本德勒館，但是此時史陶芬堡注意到本德勒館並沒有對後備軍部隊下達任何指示，這包括以軍事武力方式接管德國軍事和行政權力。甚至政變期間原本規劃派遣部隊佔領的柏林廣播大樓和柏林電信中心，同樣也沒有部署軍隊控制。這時佛洛姆質疑史陶芬堡，史陶芬堡為了說服他則表示暗殺用炸彈是他本人親手設置，並且聲稱他自己親眼看到希特勒在兵營內喪生；同時他指稱凱特爾告訴佛洛姆希特勒仍然活著的消息，實際上只是「一如既往地說謊」。之後可能為了保護自己，佛洛姆臨時轉變立場開始試圖逮捕史陶芬堡，但隨後被史陶芬堡與奧爾布里希特以手槍制伏，而後者並任命埃里希·霍普納中將接替成為新任後備軍總司令，並且繼續指揮各個軍區實施女武神行動。另一方面，這時希姆萊則已經接獲命令負責處理政變發生，他隨即下令取消史陶芬堡與奧爾布里希特所發動的女武神行動命令。但是由於許多地區防衛的軍方領導階層皆認為希特勒已經死亡，使得許多地方仍然持續進行著女武神行動的命令。
而實際上密謀成員在傳送電傳給其他軍區成員時，由於女武神行動設定在發生嚴重事件且內亂陰謀即將發生之際啟動，這使得史陶芬堡的副官弗里德里希·克劳辛必須將命令內容以「絕密」發布才能夠不引人質疑。因此他不能夠同時向30個接受訊息處發送指令，必須將同樣內容的指示個別加密並且逐頁分開傳遞。而原本在一般使用上會投入20個電傳打字機提供通訊要求，但是政變期間僅有4個電傳打字機可以使用。因此在下午4時45分開始傳送指令給各個接收處後，大約花了長達3個小時的時間才把所有電傳遞送給女武神行動提及的收件單位，而一直到晚上9時為止則陸陸續續有更多指令與實施細節透過電傳傳送。然而在此期間，德國廣播電台在晚上6時28分至晚上6時42分期間接連提供3份報導表示希特勒只受到輕傷，而當電傳在在晚上8時20分傳到凱特爾乃至於元首總部時，後者立即下令所有來自本德勒館的命令屬於無效並且禁止其繼續流通。
而此時則有數名關鍵的密謀成員在暗殺事件發生後，並沒有在第一時間內前往協助政變行動進行。原本計畫擔任聯邦大總統的路德維希·貝克上將一直到下午5時才抵達本德勒館，儘管他最初同樣對於暗殺是否成功的訊息感到質疑，但是最終決定支持史陶芬堡發動政變行動的作法，並且提到：「對我來說這個人已經死了，而我將決定我今後的行動。」另外一名與德意志國防軍各個指揮官有密切聯繫的埃爾溫·馮·維茨萊本元帥，則是在刺殺當時人在東普魯士而無法立即趕到，他在當天晚上7時30分獲知確悉情況後抵達本德勒館。當史陶芬堡向他報告最新狀況時，維茨萊本尖銳地批評當下許多措施的不足之處，特別是沒有動員更多具有戰鬥力的士兵。他在晚上8時40分左右離開本德勒館回到他在柏林鄉下的莊園，隔天便於莊園內遭到逮捕。而許多原本預謀成員設想會在政變行動期間發起行動的重要崗位支持者，包括阿图尔·内贝和威廉·卡納里斯等人在暗殺行動結束後僅有被動地運作。
大約晚上6時，柏林第3警備分隊指揮官约阿希姆·冯·科茨弗莱施將軍被傳喚到本德勒館，但他憤怒地拒絕服從奧爾布里希特的命令並且不停地喊著：「元首還活著！」最後他便被密謀份子逮捕並且加以監禁。隨後由卡爾·馮·廷根男爵將軍接替負責第3警備分隊指揮官一職，但是他對於政變行動的幫助並不大。另外一方面本來計畫弗里茨·林德曼將軍應該要佔領電台並向德國民眾宣布消息，但是擁有著唯一一份演講稿的林德曼卻始終沒有出現，這使得貝克因此必須要重新撰寫一份演講稿。但是這時密謀團體並未依照原先的計畫展開行動，這包括未能封鎖位於柏林威廉大街的德國政府機關、未能掌控位於夏洛滕堡的柏林廣播大樓以控制德國廣播電台發送訊息、未能逮捕總部設在阿尔布雷希特亲王大街的親衛隊與蓋世太保成員。

### 政變瓦解

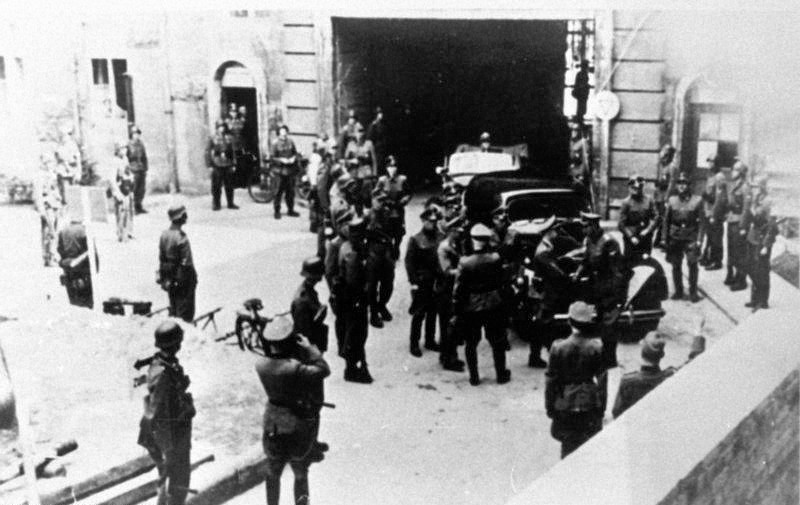
武裝親衛隊與國防軍士兵包圍位於柏林的本德勒館。

到了晚上6時，擔任柏林市區指揮官的密謀份子保羅·馮·哈泽將軍曾命令大德意志裝甲擲彈兵師指揮官奧托·恩斯特·雷莫少校占領威廉大街，並前去逮捕國民教育與宣傳部部長約瑟夫·戈培爾。到了晚上7時，政變局勢開始開始出現明顯且關鍵性的轉變。希特勒在身心已經回復到可以打通電話的程度後，他立刻與宣傳部的戈培爾聯繫。隨後戈培爾安排希特勒本人與帶領部隊包圍宣傳部的指揮官雷莫少校通話，並且向雷莫保證元首仍舊活著，而希特勒命令雷莫立刻重新控制住柏林的局勢並且控制政變總部。本身熱烈支持納粹主義的雷莫隨即下令自己率領的部隊包圍並且封鎖本德勒館附近，但是暫緩進入建築物之中。
為了避免密謀政變一事面臨失敗，史陶芬堡積極地透過長途電話與外界聯繫並且一再堅持希特勒已經喪生。不過隨著納粹德國政府逐一重新恢復對於局勢的掌握，使得密謀分子開始在政變發展上越來越趨向守勢。隨著許多軍官倒戈、延後回應乃至於否決命令，這使得總部設在本德勒館的密謀團體開始無法繼續推動政變。晚上8時，盛怒的維茨萊本抵達了本德勒館並向欲繼續進行政變的史陶芬堡與眾人激烈地爭吵，不久之後便直接離開該處。與此同時，由沃爾夫岡·托馬勒中校領導的坦克部隊抵達柏林威爾默斯多夫的費爾貝林廣場集結，成功平息這次軍事政變。而甫剛被任命為西線總司令的君特·馮·克魯格確信希特勒仍然活著後，也決定終止原本計畫奪取巴黎控制權的政變行動。
隨著雷莫重新奪回城市的控制權以及希特勒仍然存活的消息傳開後，柏林一些立場並不堅定的密謀人士紛紛倒戈。而後在鎮壓政變的雷莫等人的壓力之下，本德勒館內部仍然支持密謀進行者與反對政變的軍官間爆發了戰鬥，包括史陶芬堡在內的許多密謀成員因而身受槍傷或者喪命。然而絕大部分密謀成員仍然堅持待在本德勒館內，僅有弗里德里希·克劳辛、庫爾特·馮·哈麥施坦因-埃克沃德、埃瓦爾德-海因里希·馮·克萊斯特-舒曼森等少數軍官從本德勒館逃出。最後佛洛姆於晚上11時透過軍隊佔領本德勒館後重新控制了局勢，並希望透過鎮壓政變的積極行動來凸顯自己的忠誠度。貝克在已經明確瞭解局勢無望之後，曾經是他下屬的佛洛姆給予開槍自殺的機會，而佛洛姆同意貝克保留自己使用的槍械嘗試自殺。但是第一槍在射擊脖子後僅劃破傷口，而第二槍也只是造成未能立即致命的頭顱槍傷。由於多次自行開槍而未能順利喪命，佛洛姆後來下令由其他士兵射殺以給予致命一擊。
佛洛姆自己隨即召開臨時的小型軍事法庭，在經由戰地軍事審判之程序後認定被告證據確實，宣布在場的奧爾布里希特、史陶芬堡、哈夫滕和阿尔布雷希特·默茨·冯·奎恩海姆皆被判處死刑。7月21日凌晨12時10分，這批密謀成員被帶往本德勒館外面院子裡堆砌的沙堆上，由卡車提供夜間照明並且逐一接受士兵開槍處決。根據推測，佛洛姆可能是想藉此來掩飾自己知情不報的參與行為。之後在佛洛姆的命令下其他密謀人士也陸續地被處決，一直到凌晨1時30分親衛隊軍官奧托·斯科爾茲內領軍的部隊抵達後處決行動才停止。而在接連處決密謀案人員後，佛洛姆安排連同路德維希·貝克在內的遺體在制服尚未更換的情況下統一於柏林聖馬太教堂墓地安葬。而在凌晨1時，第三帝國廣播公司在「狼穴」90公里外的柯尼斯堡準備希特勒的廣播演講放送，內容提到：「一小部分野心勃勃、喪盡天良的犯罪集團與不盡情理、愚蠢至極的官員密謀，試圖抹殺我和其他工作人員，進而殲滅整個德國武裝部隊司令部。」到了上午希姆萊則派遣人員前來挖掘遺體，在將之燃燒後把骨灰丟至柏林污水處理廠。

## 審判

### 大規模逮捕

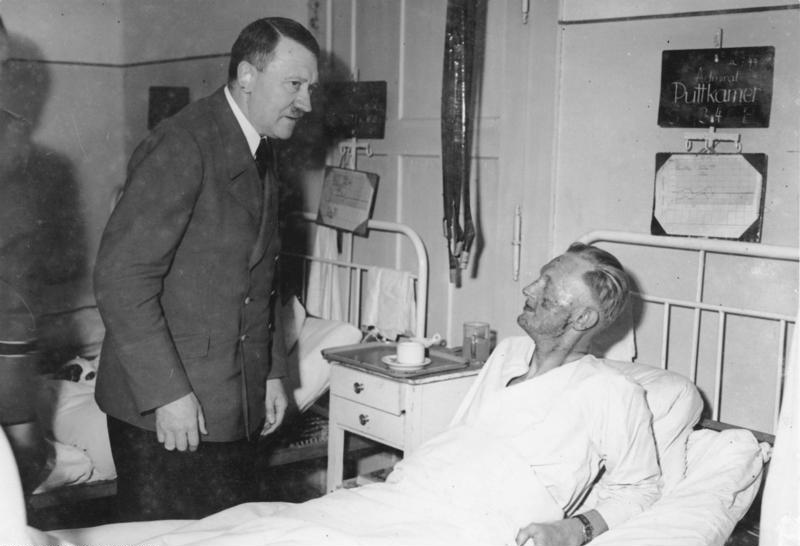
希特勒前往醫院探訪因炸彈受傷的海軍少將卡爾-耶斯可·馮·普特卡默。

接著數星期的時間，希姆萊所領導的蓋世太保在希特勒憤怒的指令下竭力逮捕任何和政變有任何關係的人士。除了佛洛姆所找到預定政府人員名單外，隨著被捕者放置於各個辦公室或家中的信件、日記和資料繳獲之後，蓋世太保更擴大調查自1938年起參與政變人士，這也導致曾於1938年、1939年和1943年時與計畫相關者都一律遭到逮捕。包括前陸軍參謀長弗朗茲·哈爾德在內的許多人因而被關入集中營，一直到戰爭結束才被盟軍釋放出來。與此同時希姆萊也特別針對密謀集團的主要成員採取所謂「親屬連帶責任」制度，將所有密謀者之親屬乃至於親戚一律逮捕。
同時蓋世太保一直到1945年5月為止仍然持續對於這次密謀案展開調查，而在這之中並非所有人都有參與暗殺或者政變相關計畫，更多情況下是蓋世太保趁著此次機會將所有疑似同情政變者全數逮捕，同時過去曾經反對納粹黨、或者是引起納粹政權不滿者也遭到蓋世太保逮捕。其中共計有700多人是因為這類型原因而遭到逮捕，並且有超過110人因而判處死刑；甚至有1個家庭便因為窩藏了其中1名密謀者而全部處死，這使得英國社會也透過廣播電臺譴責蓋世太保激進的逮捕行徑。
不過在另外一方面，儘管巴黎和維也納密謀成員亦有依照這次政變事件展開行動響應，不過在當地親衛隊以及德意志國防軍積極運作下掩蓋許多相關事項，最後基本上成功逃脫蓋世太保的相關調查。而在威廉·勞倫斯·夏伊勒的著作《第三帝國興亡史》之中，便引用了蓋世太保自己所發表的資料認為有7,000人遭到逮捕的，在這之中4,980人則於戰爭結束前被執行死刑。不過逮捕人數與處死人數仍有爭議，不同資料指出約有5,000人至7,000人左右被逮捕，其中又有200人至4,980人上下遭到處決。

### 審判與處決

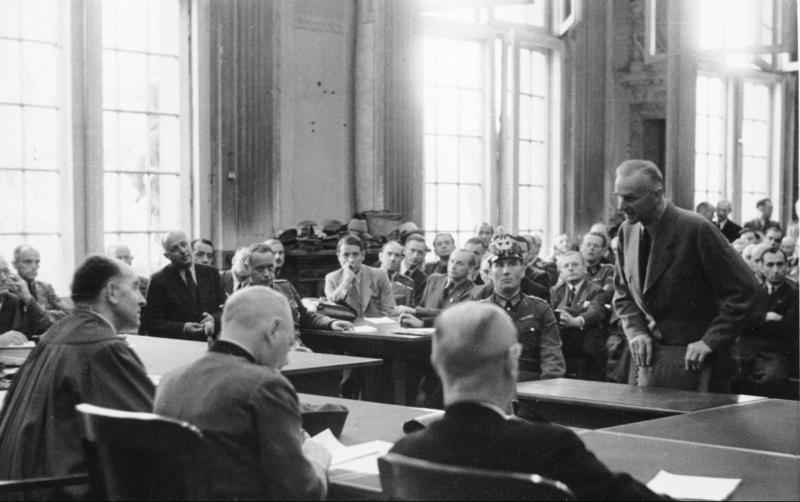
卡爾·弗德里希·格德勒因為7月20日密謀案而遭到人民法院質詢。

1944年8月2日，德意志國防軍先成立榮譽法院以審理涉嫌參與暗殺行動的部隊軍官，透過榮譽法院運作得以撤除軍事人員職稱，使得帝國戰爭法庭和其軍事裁判權都無權過問案情進展。之後遭到拘捕的倖存者便陸陸續續送到審判程序極為輕率、作為袋鼠法庭的人民法院機關，在其公開審理過程中無論被告如何辯駁皆會遭到起訴。而為了獲得拍攝的宣傳效果，本身是激進納粹黨黨員的人民法院院長罗兰·弗赖斯勒亦特意在審判中大聲咒罵和汙辱被告。在法庭上被告亦會遭到大量羞辱，例如埃爾溫·馮·維茨萊本在審問期間因為遭到蓋世太保脫掉皮帶，使得他必須時時拉著褲子接受質問。而在1944年8月7日與8月8日第一次開庭時，希特勒則下令把所有將判有罪者「像生肉那樣吊起來」。在審判中遭到判定參與或者支持這次政變案的成員一旦被宣告有罪，便會在幾個小時後接受死刑，並且依照希特勒的要求，在普勒岑湖監獄绞死于肉鉤下的绳索。
佛洛姆在7月20日政變當天晚上便試圖透過處決史陶芬堡等人的行為以贏得青睞並保護自己，但這反而也顯示出他先前對於密謀人士毫無作為並且對政變計畫知情不報。在政變結束後不久後佛洛姆便前去找戈培爾描述鎮壓政變的經過，但是對此戈培爾則冷冷地對佛洛姆說道：「你太急於殺人滅口了。」7月21日當天他以涉嫌參與政變為由立即遭到逮捕，並且被人民法庭以未報告和防止政變發生等罪名宣判有罪。1945年3月時佛洛姆於哈弗爾河畔布蘭登堡遭到處決，不同的是由希特勒親自下令將原本的絞刑換成了「更有尊嚴的」行刑隊槍決。其他還有像著名物理學家馬克斯·普朗克之子埃爾溫·普朗克，亦因為涉嫌參與這次政變而遭到處決。
另外身為親衛隊正式成員並且曾負責指揮過別動隊的阿图尔·内贝則因為反對納粹黨的態度而被牽扯政變中，他反納粹的原因來自其多年的警察暨偵探背景和對於無能的親衛隊機關治安警察的否定態度。內貝自己就曾在調查萊茵哈德·海德里希刺殺行動時表示，比起找出犯罪真相來講蓋世太保更願意展開報復行動。另一名被逮捕的親衛隊成員是曾為衝鋒隊成員的秩序警察柏林警察局警長的沃尔夫-海因里希·冯·赫尔多夫伯爵，他本人早在戰爭爆發前便曾經與反抗勢力成員接觸。他與內貝密切地合作並指示警察應該不要干涉軍隊逮捕政府成員的行動，但是實際上他在7月20日密謀案之中沒有什麼特別影響力，後來他便以參與政變為由遭到逮捕並判為叛國罪而處死。1945年2月3日在法官弗賴斯勒因為美軍空襲而喪命後，德國政府便對於整起事件沒有進行過正式審判；但是到了4月卡納里斯的日記被發現後德國政府又逮捕更多人，一直到戰爭結束前幾天仍持續進行著處決工作。

### 選擇自殺

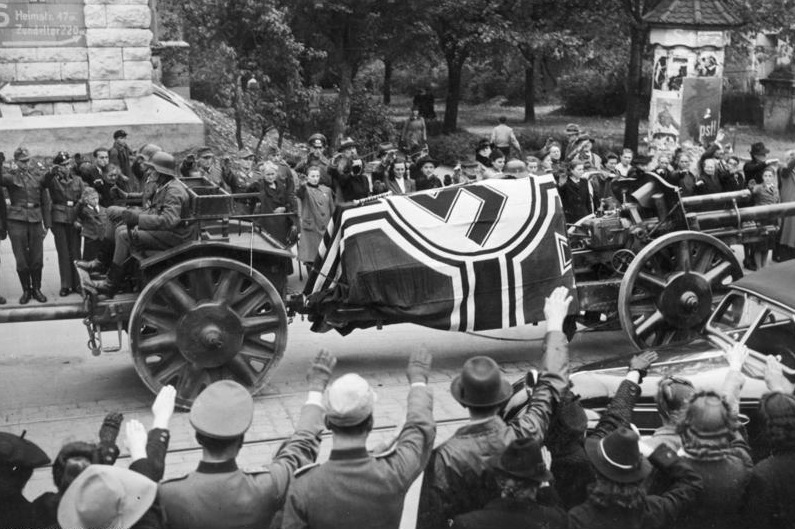
1944年10月18日，載著埃爾溫·隆美爾遺體的車隊行經烏爾姆街頭準備進行火葬。

儘管只有極少數人是在逃跑途中被捕或者是在審問期間否認罪行，但許多人為了防止在遭到逮捕後必須面臨痛苦的審訊以及處決過程而紛紛選擇自殺。例如擔任西線總司令的君特·馮·克魯格因為長期的調查使得壓力過大，自認為可能被控知道情報卻不提前告知的罪名，最後在1944年8月選擇服毒自盡。另外擔任駐法德軍總司令卡爾-海因利希·馮·史圖爾普納格同樣因為壓力過大而選擇自殺，但是在他試圖開槍自殺時卻只打瞎了眼睛，自殺失敗後不久他隨即遭到蓋世太保逮捕，之後在蓋世太保殘酷折磨後才於同年8月處以絞刑而死。然而史圖爾普納格在接受痛苦審問時脫口說出了埃爾溫·隆美爾的名字，幾天後他的副官凯撒·冯·霍法克也在蓋世太保刑求之下提到隆美爾是密謀案件的積極成員。
儘管隆美爾在這場政變中涉入多少一直充滿著爭議，但許多歷史學家得出的結論認為雖然他沒有直接參與行動、但是也確實知道計畫的內容。而希特勒則瞭解到若深受德國民眾愛戴的元帥亦是叛國者將會大大折損士兵的士氣，考慮這點因此他決定給隆美爾擁有以氰化物自殺或者是被送上人民法院公開審判的選擇，但是若其選擇後者在被判為有罪時將會連同隆美爾的幕僚和家人一併處死。對此隆美爾認為於人民法院審判就幾乎等同於已經判處死刑，因此他於1944年10月14日選擇服毒自殺身亡，之後由德國官方為其舉辦國喪。由於他本人極高的軍事榮譽和影響力，隆美爾死亡的真相在戰爭結束前一直沒有對外公開。
德國中央集團軍參謀人員海寧·馮·特雷斯科夫少將在政變失敗後，認定不久便會經歷到作秀公審。7月21日，他駕車前往蘇、德前線無人地帶以步槍用榴彈自殺身亡，而在自殺前他向他的副官法比安·冯·施拉布伦多夫中尉說道：
| “                    | 全世界當下會中傷我們，但我仍然相信我們做的是對的，希特勒不僅是德國、也是全世界的敵人。在僅有的幾個小時時間內，我相信已經在上帝告知我何事該做前先向祂證明自己曾奮力反對希特勒。神曾許諾亞伯拉罕若他能在罪惡之城索多瑪中找出十位正直之人，祂將不會毀滅城市，因此我希望上帝同樣也不會毀滅德國。我們之中沒有人為自己的死亡哀痛，同意加入我們的人都穿上了涅索斯的長袍。當一個人持有道德操守時，就應準備犧牲生命來捍衛自己的信念。 | ” |
| ——海寧·馮·特雷斯科夫 | |   |

## 後續

### 德國國內

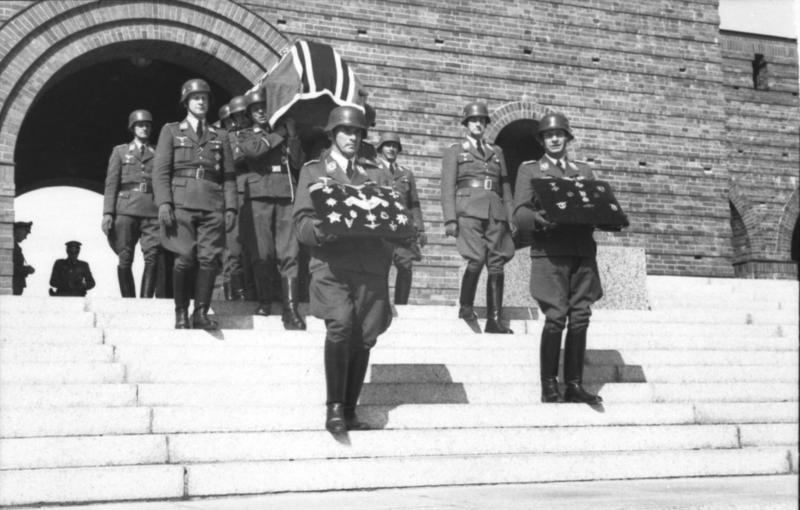
1944年8月3日，納粹德國政府在東普魯士奧爾什蒂內克坦能堡紀念碑為君特·科爾登將軍舉辦葬禮。

希特勒對他於這次暗殺計畫之中存活視為「神聖歷史的一刻」，並指示製作特別勳章以作為紀念。這個勳章就是後來被稱作「1944年7月20日紀念款重傷勳章」的重傷獎章，由希特勒親自將獎章授予當時同樣在會議室內的成員，整個勳章分作金色、銀色和黑色三種、全數總共有100枚。其中有47枚勳章被頒授出去，並且都各自附有由希特勒親自簽名且裝飾極為華麗的獎勵文件，這使得這批重傷獎章成為納粹德國所頒發所有榮譽中最為稀有的飾品。
有關密謀案參與人士審判與處決的畫面與聲音被拍成了影片，之後送至元首總部提供希特勒與其隨從審視。後來戈培爾以這些錄像為材料製作成長達30分鐘的電影，並送到利希特費爾德軍校供經過挑選的學員們觀賞。政變未遂之後，德意志國防軍全體軍官被迫於1944年7月24日時再度對希特勒進行效忠宣誓，並且將傳統的軍禮完全以納粹禮所取而代之。而希姆萊在事件經過後2周於波茲南演講時提到密謀成員並非一部分小派系成員，除了有大量軍事成員擔任抵抗運動人士外，另外也有一部分納粹德國官員參與其中。
在1944年11月29日時，恩斯特·卡爾滕布倫納在事件結束後向阿道夫·希特勒報告說人在羅馬的教宗庇護十二世亦有一定程度上參與政變的行動。而其實早在1943年時，參與7月20日密謀案的主謀者韋塞爾·弗賴塔格·馮·洛林霍芬上校、埃尔温·馮·拉豪森上校和威廉·卡納里斯海軍上將在收到義大利反情報官員切萨雷·阿梅傳來的消息後，便嘗試阻止當年希特勒下令綁架並且謀殺庇護十二世的密謀行動。
很快地在納粹宣傳之內容中，便把克勞斯·馮·史陶芬堡和其他參與7月20日密謀案者視為新版本的「刀刺在背傳說」，強調這些懦弱的叛國人士在德國後方干擾而試圖造成巨大影響，並且將這說法視為納粹政府的官方解釋。在鎮壓政變中立下功勞的雷莫少校於當天晚上即晉升成為上校，並在戰爭結束前晉升成為少將。戰爭結束後他與其他人共同創建了支持新納粹主義的政黨社會主義帝國黨，並且到1997年逝世之前一直否認猶太人大屠殺一事。另外為德國軍方提供暗殺用塑性炸藥的菲利普·冯·伯泽拉格尔少校僥倖逃過了追查並在戰爭中倖存下來，最後於2008年5月1日以90歲高齡逝世而成為世界上倒數第二位曾參與7月20日密謀案的逝世者。

### 戰後德國

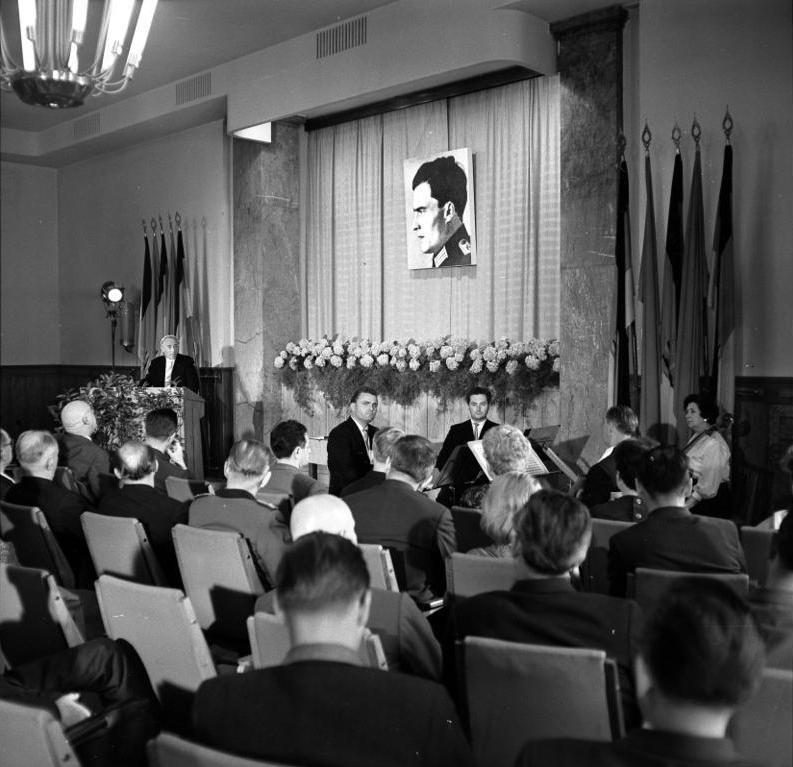
1964年7月20日，德國聯邦議院在柏林針對7月20日密謀案20周年所舉行全國追悼會活動。

第二次世界大戰結束以後，西德直到1950年代中期才因為雷莫審判而逐漸將密謀案參與成員視為「英雄」人物，東德則僅在一定程度上提及這次事件。同時許多德國民眾受到納粹德國宣傳的影響，認為戰爭結束是因為德國再度遭遇「刀刺在背傳說」的情況，並且對於東德以及西德遭到分別統管而有所不滿。其中7月20日密謀案很快成為西德社會最早探討的歷史事件之一，然而儘管民眾廣泛知悉此事、但對於事件結果卻持有不同態度；根據1951年7月20日對於密謀案所進行的完整調查，分別有三分之一的人對於這次事件沒有意見，另外還各別有三分之一的人對於這次事件予以正面以及負面的看法。其中輿論的差異主要是受到當時時代背景影響，原因在於當時許多德國民眾受到納粹德國政治宣傳的影響，對於7月20日密謀案的參與者已經形成叛亂成員的印象。不過在原先納粹時期的政治思想方針陸陸續續被要求檢討後，自1952年開始7月20日密謀案的地位探討成為重要議題，甚至認為透過這次失敗計畫的探討能夠彌補戰後德國許多民眾的心態。
但是在另外一方面，以社會主義帝國黨為首的納粹主義人士也不斷壯大自身勢力，他們除了強烈批評要求對過往納粹德國時期進行反思的意見外，甚至在1952年發展至最高峰時還自行組織準軍事組織。不過隨著社會主義帝國黨在雷莫審判中因為答覆內容以及戰略調整計畫失敗，以及德國社會開始將7月20日密謀案成員視為暗殺希特勒政治傳奇的重要代表，有關於7月20日密謀案的負面批評則逐漸減少。而隨著社會大眾不再將密謀案視為新版本的刀刺在背傳說看待，至此7月20日密謀案在民間社會的地位逐漸確立。隨著民間社會對於7月20日密謀案的印象逐漸轉換的過程中，許多政治團體由於為了能夠同時獲取納粹主義支持者與其受害者的認同，時常公開更改其立場甚至因而陷入矛盾困境。在這之中許多政治人物曾經經歷過威瑪共和國時期的民主制度，並且基於政治立場也對於7月20日密謀案予以正面看法，但是時常因為沒有足夠勢力而必須同時討好兩邊陣營。
其中康拉德·艾德諾在1946年擔任英國分區諮詢委員會成員時，便強烈反對7月20日密謀案成員之家屬得以享有喪偶養老金補助；但是在他當選成為德國總理並且建立德國基督教民主聯盟與拜仁基督教社會聯盟之聯合政府時，則在廣播演講中公開稱讚抵抗運動成員並提到：「這些德國人發揮愛心承諾以打破專制，我們應當向7月20日受難者予以尊重和敬仰。」另外也有一部分政治人物始終沒有改變其反對密謀案的看法，例如德國黨德國聯邦議院議員沃尔夫冈·黑德勒在1949年發表具有強烈反猶太主義的競選演說時，同樣強烈批評7月20日密謀案成員為叛國人士。之後該言論隨後引起德國聯邦議院以及社會輿論廣泛討論，最後德國聯邦議院決定解除其言論豁免權。不過由於西德司法部門對於7月20日密謀案本身也有矛盾態度，因此在最初黑德勒和同屬右翼的德國帝國黨在一審中獲得無罪釋放，但是到了上訴法院時則判處8個月的有期徒刑。
到了1968年隨著六八運動發起，7月20日密謀案成為在對《德意志聯邦共和國基本法》的革命權進行政治辯論時的案例。儘管7月20日密謀案成員在政治傾向上為保守的地產貴族，參與成員背景也多是將軍、法西斯主義分子和部分戰爭罪犯；而這些與學生運動中所設想的左派與無政府主義之理想革命成員，或者是由工人、農民、家庭主婦、囚犯和逃兵共同發起反法西斯主義戰爭的反抗行動有所差距，但是後者仍積極效仿前者之思想並且敬佩抵抗成員的行動勇氣。
無論是德国苏占区還是東德，德國統一社會黨基於對於穩固政權的考量而將7月20日密謀案參與者視為「美國帝國主義反動分子」，認為這些密謀成員試圖激進地解決陷入毀滅狀態的德國帝國主義。後來受到馬克思主義歷史理論影響，東德將其視為最初與工人階級敵對的「有用白癡」，但是在反對法西斯主義戰爭中不自覺協助蘇聯軍隊獲得勝利。到了1980年代開始，德國統一社會黨才重新對7月20日密謀案予以新的評價。

### 其他國家
在德國以外國家一開始對於這次未遂的政變行動予以詆毀，認定當時作為敵人的德國道德低劣並且因而陷入分裂狀態。1944年8月2日，已經事前獲悉暗殺計畫的英國首相溫斯頓·邱吉爾在英國下議院演講時，表示這僅僅是「第三帝國政要之間自我毀滅的鬥爭」，他並且形容這次暗殺行動為「德國領導階層相互殘殺以追尋個人後續利益，但是他們的日子已經屈指可數了」。美國方面則是依照邱吉爾的解釋作為前提重新報導事件，其中《紐約時報》在1944年8月9日發表的文章中認為這次暗殺計畫流露出德國內部的「黑暗犯罪世界氣氛」，並且強調這並非文明國家的官員所期望發生的事件。蘇聯記者伊利亞·愛倫堡在官方報紙《紅星報》中指出在納粹德國並不會因為這些軍官反動而瓦解，相反地他將屈服在「更具良心」的蘇聯紅軍和其盟友底下。
《時代週報》記者兼主編玛丽昂·登霍夫對此則指出，儘管卡爾·弗德里希·格德勒和亚当·冯·特罗特·楚·佐尔茨試圖獲得他國協助，但是最終都並未獲得支持。也因為西方世界決定對於密謀團體保持沉默，因此後來事件結束後不得不依照希特勒所提供的解釋，將這次並政變的攻擊行為視為「野心勃勃的人士」所組織而成。而在1946年12月，曾參與德國抵抗運動的作家鲁道夫·佩歇尔在《德意志評論報》（Deutsche Rundschau）刊載邱吉爾對於密謀案的言論，其中引述邱吉爾於英國下議院對於德國抵抗運動成員的看法：
| “ | 倖存下來的反對派、大量受害者和衰退的國際局勢似乎代表德國逐漸衰弱，但唯有最崇高且偉大的傳說才能催生所有人民的政治史。這些人戰鬥不仰賴內部或者是外部的協助，只有靠自己的良心不安驅使前進。當他們活著的時候，我們卻認不出他們，因為他們不得不偽裝自己，但死亡使得這抵抗變得可以被看見。這些死者不能夠證明發生在德國的一切，但是他們的事蹟和犧牲是新建設堅不可摧的基礎。我們希望能有足夠時間，發現德國歷史英勇的第一章並且予以熱烈讚賞。 | ” |

不過後來《德意志評論報》則表示在經過調查並且向邱吉爾查證後，仍然無法證實邱吉爾曾經在英國下議院講述相關的言論或者留下相關的紀錄。儘管如此，市民教育聯邦管理局於1952年7月20日發行的報刊《國會》特別刊物上，主編漢斯·羅伊斯（Hans Royce）仍然特別在序言中提到邱吉爾於1946年時曾經在英國下議院講發表相關演講。到了今日市民教育聯邦管理局認定這次演講無法驗證，而歷史學者彼得·施泰因巴赫則在1999年時表示這絕對不是邱吉爾本人的言論。

## 評價

### 暗殺可行性

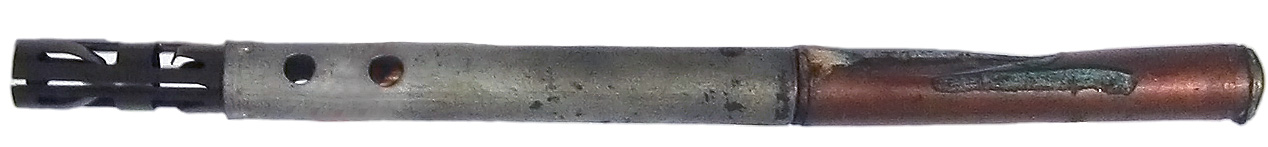
在7月20日密謀案中所使用的鉛筆雷管，後來則由位於德國德勒斯登的聯邦德國軍事史博物館收藏。

在許多有關於7月20日密謀案的訊息中，經常錯誤地聲稱該次會議應該在東普魯士拉斯滕堡的「狼穴」其中一個地下掩體進行，而1公斤的炸藥爆炸後必定能把掩體內部所有在場成員殺死。但是實際上原本縮減攻擊威力的1公斤塑性炸彈衝擊波則是通過木頭地板以及其他開孔流竄，這使得絕大部分爆炸熱氣直接往下吹散。不過自1944年7月在「狼穴」進行簡報時便是在外部的軍營進行，而史陶芬堡在同年7月6日和7月11日於「狼穴」參與會議時便得知此事。因此史陶芬堡在設置炸彈時並不曾想過在掩體內部透過爆炸壓力殺害目標，而是直接計畫將炸藥增加至2公斤以強化殺傷力。
然而史陶芬堡在啟動1個雷管後並沒有接續準備第二個炸藥所使用的雷管、或者將另外一塊塑性炸藥同樣放在公事包內，相反地他把第二包塑性炸藥交給具有進入會議室權限的副官哈夫滕。然而一些專家認為這是重大的錯誤決定，因為當把第二包塑性炸藥放在公事包內時便會因為第一個炸藥的爆炸接連引爆，這將使得在會議室屋子內的在場與會者都將會喪生。另外史陶芬堡離開了會議室後，其他會議參與者為了能夠方便使用會議桌，將原本在希特勒腳底附近的沉重公文包移動到厚重桌腳的另一側，這使得希特勒和一旁的阿道夫·豪辛格受到厚重桌腳的保護而不受到爆炸直接影響。2005年時，美國軍事頻道的《歷史之謎》播出節目「暗殺希特勒」（Killing Hitler），在經過多次假人和炸彈實地測試後證實在兩枚炸彈同時引爆、會議舉辦於碉堡會議室中或公事包沒有被移動的情況下，能夠確實將希特勒殺害。
2010年，探索頻道的《流言終結者》節目中則探討了炸彈於掩體中爆炸所可能產生的後續結果，在節目中重新模擬碉堡環境並且以假人、炸彈和壓力感測器進行測試。主持人亞當·薩維奇和傑米·海納曼做出結論表示無論希特勒是在碉堡內的會議室或者是有窗戶的會議室內開會都會倖存下來。在節目中以兩個相同大小的船運貨櫃進行試驗，一個模擬地面上擁有窗戶的會議室、另一個則將貨櫃埋入地面下，之後兩者皆以975克重量的C4炸藥試爆。然而《流言終結者》節目內容與史實不同點為碉堡和埋入地下的貨櫃結構與堅硬程度不同，其中《流言終結者》實驗團隊選擇將貨櫃埋入壕溝並且在前門以鐵路枕木擋著。而儘管爆炸結束後產生的沖擊波成功將枕木整個炸飛，但結果發現雖然地下貨櫃內的壓力值比模擬有窗會議室的貨櫃還要來得高，但其壓力仍然不足以殺死希特勒。

### 失敗原因

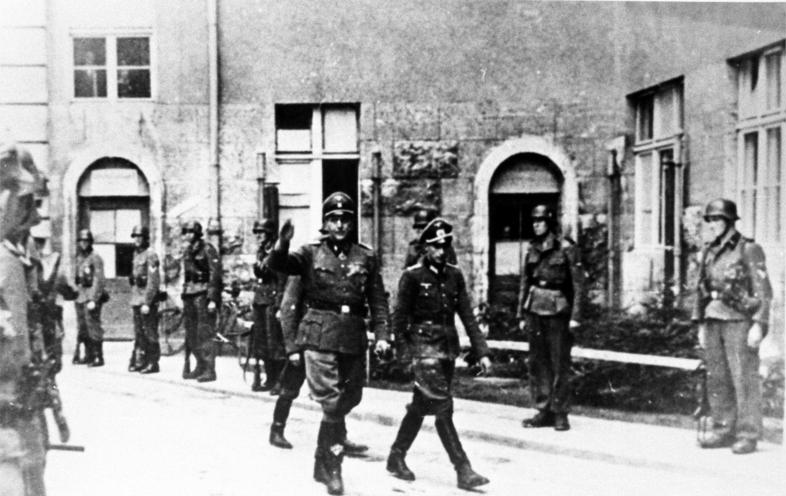
密謀成員在柏林政變期間便沒有完全控制親衛隊，後來反而遭到親衛隊控制作為總部的本德勒館。

對於7月20日密謀案之所以並沒有成功推翻希特勒政權，後來被認為主要有三個原因：
- 抵抗團體由於先前眾多暗殺希特勒的行動因故不得不推遲或者基於不同原因而取消，史陶芬堡在7月20日的嘗試中儘管最後並沒有實行，然而他卻錯誤地認為暗殺計畫得以成功，並且以此作為發起女武神行動並且在各地部署部隊之依據。但由於先前已經花費許多心思和許多巧合才成功掩蓋政變行動秘密進行，這使得部分抵抗團體的核心主導者不願意在未獲得希特勒已經喪生的可靠消息情況下，冒著生命危險發起政變行動。
- 7月20日密謀案中對於奪取政權的事前準備在許多方面完全思考不周，特別是在既有計畫中忽略了對於向來忠於納粹政權之部隊實行情報操控的工作；這意味著當部隊從廣播電臺和聯絡管道中獲知暗殺行動後，將不在會服從密謀團體所下達的命令。同時密謀成員即使在柏林擁有一定的軍事實力，但是卻未依照密謀計畫內容逐漸接管在該政治中心中所有相關機構，這包括國民教育與宣傳部等重要政府機關、親衛隊國家安全部等部門、重要納粹政府組織以及佔領蓋世太保總部等等。同時相較於納粹德國政府得以透過無線電台廣泛宣傳暗殺行動失敗的消息，密謀成員則必須電傳逐一將命令提供參與組織。
- 此外在計畫中擔任核心人物的克勞斯·馮·史陶芬堡由於必須搭乘飛機返回柏林，因此一直到下午4時30分才抵達本德勒館，而使得他從暗殺行動後這段期間都無法參與政變行動。相比之下，如果由史陶芬堡留在本德勒館指揮時將能夠在暗殺行動結束後，促成密謀團體盡早發起政變行動而獲得許多時間優勢。不過儘管史陶芬堡對於這次行動抱持極大決心，但除了一些密謀成員主張按照計畫直接發起行動外，另外還有一部分密謀成員則對於行動抱持保留立場，並且導致後來的女武神行動延後啟動。

此外密謀成員在針對最初的暗殺行動與政變計畫進行討論外，並沒有對於事件可能因故變成長期問題提供明確意見。
最重要的一點在於，即使暗殺行動順利成功，一般也認為當時德國敗局已定，即使希特勒死亡也無法改變什麼，密謀成員甚至沒有想到即使政變成功，長期掌握德國軍政大權的納粹高層也未必會束手就擒，此舉反而可能讓德國在第二次世界大戰中陷入內戰狀態。

### 影子內閣
原本政變份子計畫在希特勒被刺殺後立即組成新政府來與盟軍談和，但因為行動失敗反而使得大部分預定成員遭到處決，以下為1944年7月時預計組成的內閣名單：
| 姓名                         | 職務 |
| ---------------------------- | --- |
| 路德維希·貝克                | 聯邦大總統，前任德國國防軍陸軍總司令部總參謀長、同時也是7月20日密謀案主要策畫者之一，1944年7月20日自殺未遂，后被处决。 |
| 威廉·洛伊施纳                | 德國副總理，隸屬德國社會民主黨，1944年9月29日被處決。                                                                  |
| 卡爾·弗德里希·格德勒         | 德國總理，為隸屬德國國家人民黨的著名政治家暨經濟學家，在遭到審問後於1945年2月2日執行死刑。                             |
| 保罗·勒贝                    | 國家議會議長，隸屬德國社會民主黨。                                                                                     |
| 尤利乌斯·莱贝尔              | 內政部部長人選之一，隸屬德國社會民主黨。                                                                               |
| 欧根·博尔茨                  | 內政部部長的另一名人選，隸屬德國中央黨。                                                                               |
| 弗里德里希·维尔纳·冯德舒伦堡 | 外交部部長人選之一，納粹黨員。                                                                                         |
| 烏尔里希·馮·哈塞爾           | 外交部部長的另一名人選，納粹黨員，原隸屬德國國家人民黨和德国祖国党。                                                   |
| 埃瓦爾德·勒塞爾              | 財政部部長，隸屬德國國家人民黨。                                                                                       |
| 弗里德里希·奧爾布里希特      | 戰爭部部長，德國國防軍軍官暨女武神行動主要策畫者，1944年7月21日執行死刑。                                              |
| 埃爾溫·馮·維茨萊本           | 德意志國防軍最高指揮官，7月20日密謀案主要推動者，1944年8月8日遭到絞死。                                                |
| 汉斯·奥斯特                  | 最高軍事法庭庭長，德國軍事情報局情報官員，1945年4月9日遭到絞死。                                                       |
| 汉斯·科赫                    | 德意志帝國最高法院院長，隸屬認信教會。                                                                                 |
| 伯恩哈德·萊特豪斯            | 重建部部長。 |
| 卡爾·布萊辛                  | 國家銀行部部長或者是經濟部部長。                                                                                       |
| 保罗·勒热纳-容               | 經濟部部長，隸屬德國國家人民黨。                                                                                       |
| 安德烈亚斯·赫尔梅斯          | 農業部部長，隸屬德國中央黨。                                                                                           |
| 約瑟夫·維尔默                | 司法部部長，隸屬德國中央黨。                                                                                           |
| 海寧·馮·特雷斯科夫           | 警察總長，1944年7月21日自殺身亡。                                                                                      |

另外，阿爾貝特·史佩爾也被密謀份子預定作為一位潛在可能擔任軍備部部長的人選，其中在一份推測政府內閣人選名單上所寫的問號旁邊便標註有史佩爾的名字。但是同時密謀成員也指出在希特勒逝世前先不要接近史佩爾，除了因為史佩爾與希特勒在私人關係上是極為親近的朋友外，同時也能避免史佩爾先行遭到親衛隊所逮捕。另外還有一點值得注意的是，儘管預定的內閣成員來自德國數個政黨，但仍有部分反希特勒派系的納粹黨員參與其中，且除了納粹黨黨員之外，德國共產黨的成員也沒有納入其中。

### 事件評論
由於參與7月20日密謀案的成員成長背景與隸屬組織有所差異，因此成員之間決定參與密謀行動的動機也多有不同。對於許多人來說，其參與理由普遍基於宗教信仰、道德觀或者是個人良心問題，特別是納粹德國政府在東線戰場所犯下的許多暴行成為重要的因素，並且成為早期密謀成員在多次暗殺失敗後仍然繼續策畫的動力來源。同時許多德國歷史學者則是統一認定是基於「國家利益」考量而策畫暗殺與政變計畫，這項理由也是絕大多數軍方成員所提出的重要理由。而促成這一論點的原因則是在於希特勒在戰爭和戰略上多次做出錯誤判斷，並且自從1942年開始德國優勢便已經不在。對此這群密謀策畫者認為必須避免德國因為即將出現的軍事失敗、進而造成更龐大的國家利益危機，因此必須發起反抗行動作為應對、甚至進而暗殺希特勒本人。
1938年至1940年期間參與密謀案的軍官成員主要是基於「國家利益」考量，儘管在1939年時德國軍方便曾經因為擔心與其他國家爆發戰爭而策劃推翻計畫，但是在1940年德國在法國戰役中意外地快速擊敗作為長期敵對的法國後，策畫推翻計畫的核心成員便逐漸縮水。但到了1941年德國再度攻擊曾經是同盟國的蘇聯時，儘管德軍部隊在地面作戰中佔領廣大的領土，卻遲遲未獲得決定性的勝利，同時東線戰場占領地區也出現大規模處決的情況。這使得1943年1月德國第6軍團在史達林格勒戰役宣布投降後，許多德軍士兵因而認為德國不可能擊敗蘇聯，這使得抵抗運動團體再度吸引許多成員加入其中。之後隨著戰爭的發展，許多參與7月20日密謀案者因為不滿希特勒和其政黨採取獨裁政策而決定加入抵抗運動。同時親衛隊隨著戰爭進行開始大規模屠殺無辜民眾的犯罪行為，讓許多人基於自身良心以及軍官榮譽而無法接受，並且擔心此舉將長期損害德國聲譽以及影響後代道德倫理觀念。其中海寧·馮·特雷斯科夫便曾經在政委命令公布後，嘗試說服他的上級向希特勒提出正式抗議但是沒有獲得結果。
其他觀點則認為受到德國逐漸瀕臨危機以及即將來臨的軍事失敗，促使得密謀案成員試圖發起政變行動。其中馬克思主義史學家認為政變計畫是由部分具貴族血統的「希特勒軍官」策畫，這些主導德國發展、失去東部土地、具有官員職位的貴族為了避免特權損失而發起行動，而實際上真正的抵抗運動則是德國共產黨和赤色交響樂策畫。而像是安德烈亞斯·希爾格魯貝爾等其他歷史學者則認為1939年11月8日由格奥尔格·埃尔泽策畫的暗殺行動、或者是1943年2月18日白玫瑰在慕尼黑大學發送傳單的行動，都遠比1944年7月20日的暗殺與政變計畫重要，因為這兩者對於民主性質的觀點差異甚大，其中史陶芬堡本身並非明確的君主派或者民主派人士。此外一些激進的反閃米特人主義以及戰爭罪罪犯亦參與了7月20日密謀案，例如軍需局局長艾德華·華格納便涉嫌導致數百萬名蘇聯戰俘死亡，並且強力主導有關因為擔心蘇聯紅軍反抗而發起的復仇行動。
因為涉嫌參與7月20日密謀案而遭處以死刑的阿图尔·内贝過去擔任過別動隊總指揮，曾經對猶太人和其他平民發起多次屠殺，並在親衛隊國家安全部擔任刑事警察局負責人時主導針對羅姆人的吞滅行動。另外參與密謀團體的柏林警察局警長沃尔夫-海因里希·冯·赫尔多夫過去曾經是納粹黨黨員，並且在1933年前曾經因為發起對猶太人的襲擊行動而聞名。不過與此同時，有20多人在人民法院上主張猶太人大屠殺的罪刑是造成自己決定參與密謀案的主要動機。大多數歷史學家認為一些參與7月20日密謀案者在經歷過希特勒統治和納粹黨的暴力政策影響，逐漸將納粹德國視為必須予以阻止的犯罪集團，甚至願意違背原先對於國家的承諾而拒絕接受其領導威信。儘管許多參與者面臨判處死刑的處境，但仍然沒有一名被告在羅蘭·弗賴斯勒主導的人民法院上承認錯誤或者試圖逃脫死刑；實際上許多參與抵抗運動的軍官的參與理由主要是基於德國軍方特殊的歷史意義及其倫理道德觀點。

## 影響

### 紀念活動

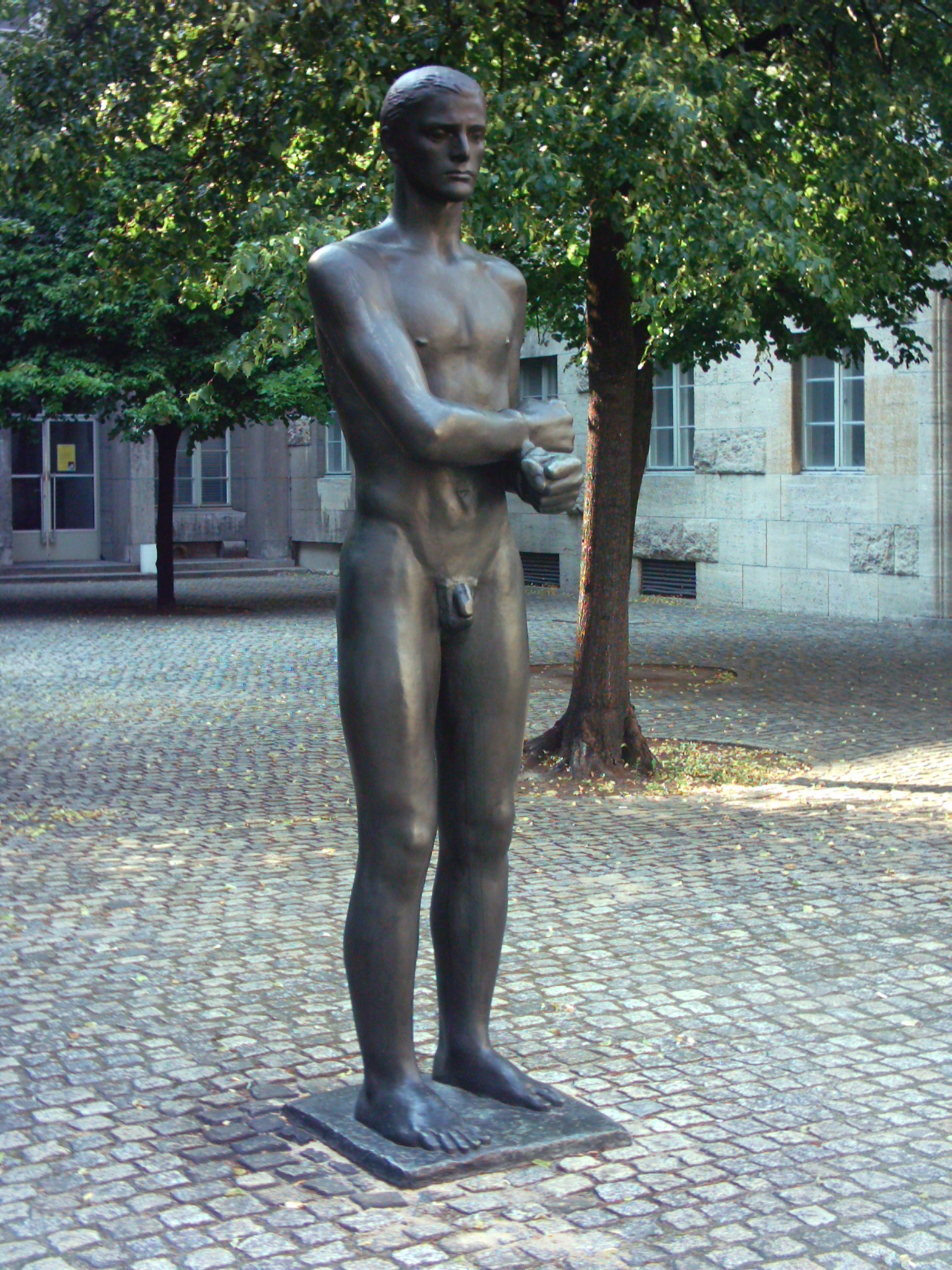
於本德勒館設置的紀念雕像，由德國藝術家里夏德·沙伊伯雕塑而成。

在第二次世界大戰結束後，政變行動最終失敗的7月20日密謀案反而開始獲得社會重視。儘管這時期德國軍方處於因過去發動軍事戰爭之責任而必須展開內部改革，並進而提出內部領導方針作為往後新成立的部隊指導觀念，絕大多數居民在第一時間並沒有對7月20日密謀案發起紀念活動，相關的哀悼演講主要是由仍然活著的參與者親屬進行。對此歷史學者約阿希姆·費斯特表示社會大眾在戰爭結束後，決定在進入西德時期後拒絕探討具有重要地位的納粹黨成員。不過隨著1946年陸陸續續有新聞媒體舉辦悼念活動，7月20日密謀案的評價逐漸獲得不同觀點看待。儘管1949年後由新聞媒體舉辦的紀念活動逐漸取消，但這時西德許多社會菁英陸續以不同觀點探討7月20日密謀案。到了1952年雷莫審判時，由於其言論內容違反所謂的「政治正確」而遭到強烈的批評。
而自1952年開始，柏林便會定期在每年7月20日舉辦有關密謀案的演講、獻花儀式和追悼會，而主要活動承辦機構則有1944年7月20日基金會與德國抵抗紀念中心。在早期相關的紀念談話中主要的面向是對於其他不同的批判觀點予以回應，但後來則逐漸以7月20日密謀案為基礎開始功能性地探討其他議題，亦即對外駁斥所謂集體犯罪的觀點，對內則是以此案例為基礎探討自由的相關準則。在這些探討中也有一部分響應因素在於其宣洩功能，透過探討抵抗運動來理解過去德國人無力對付自己所在的納粹德國其不公之現象。例如一直到1958年時，德國社會民主黨重要成員卡洛·施密德模仿基督教受害者觀點發表詩詞：「你，身在斧頭下，身在絞刑架，身在毒氣室，波蘭人已經死去，這是對我們來說意義非凡的行動；硬桂冠，他們所戴的，平等的荊棘冠冕，深深壓著他們額頭，對於其指責，只是打壓我們。」
在1953年時西德針對7月20日密謀案舉辦多起相關演講，並且在同年6月17日的大會上將該次事件與德國民眾在獨裁體系中追求自由予以串聯。另外儘管西德國內曾試圖就7月20日密謀案舉辦政治辯論研討會，但是因為德國聯邦議院全體會議上對於調查內容有多方意見。這使得即便是右翼的社會主義帝國黨或者是左派的德國共產黨，雙方都未能夠在事件調查期間就各自言論展開辯論。不過德國聯邦議院在某些議題上則保持一致態度，例如要求聯邦政府將密謀案參與人員列入平反法案。不過德國聯邦議院從來沒有考慮把7月20日制定為全國紀念日或者國定假日，之後的批評亦幾乎沒有相關探討。不過在1963年時西德將其公共建築以7月20日密謀案成員命名，隔年德國聯邦郵政則發行20週年郵票以紀念德軍的抵抗行動。
蘇聯在1969年至1972年製作發行的國際系列電影《解放》中，針對7月20日密謀案予以相當多時間的描繪並且給予積極評價。不過東德自1989年開始才重新審視7月20日密謀案，並且在1990年7月20日舉辦首次人民議會民主選舉之際，刻意將密謀案故事與國家人民軍結合。而自1999年以後，德國聯邦國防軍則會在7月20日當天集結部隊舉行莊嚴宣誓，藉此紀念具有歷史性和象徵性意義的事件；而最初宣誓場所便是安排在柏林本德勒館，2008年以後則改至德國國會大廈前進行。2004年時，包括《亮點》、《明鏡》等新聞雜誌都針對7月20日密謀案失敗60週年進行詳細的文章報導，另外同一年约·拜爾執導了電視電影《史陶芬堡》。而在同年度的調查中，絕大部分民眾對於7月20日密謀案中失敗的抵抗運動成員表示尊敬和欽佩，僅有一小部分的受訪者聲稱鄙視陰謀。2007年11月，好萊塢電影《行動代號：華爾奇麗雅》的殺青則適逢史陶芬堡誕辰100週年。

### 影視作品
- 1951年：電影《沙漠之狐隆美爾（英语：The Desert Fox: The Story of Rommel）》，由亨利·海瑟薇擔任導演、詹姆士·梅遜主演埃爾溫·隆美爾[93]。
- 1955年：文獻紀錄片《發生於7月20日（英语：Jackboot Mutiny）》，由格奧爾格·威廉·帕布斯特擔任導演、伯恩哈德·維基（英语：Bernhard Wicki）主演史陶芬堡，並且在隔年獲得德國電影獎。
- 1955年：電影《7月20日（英语：The Plot to Assassinate Hitler）》，由福爾克·哈納克（英语：Falk Harnack）擔任導演、沃尔夫冈·普赖斯（英语：Wolfgang Preiss）主演史陶芬堡[94]。
- 1964年：紀錄片《電話革命：7月20日檔案》（Revolution am Telefon – eine Dokumentation zum 20. Juli），由卡爾·加斯（英语：Karl Gass）擔任導演。
- 1964年：電視劇《週三劇場（英语：The Wednesday Play）》所播放的《7月密謀案》（The July Plot），由魯道夫·卡蒂埃（英语：Rudolph Cartier）擔任導演，並且分別讓由約翰·卡森（英语：John Carson (actor)）和约瑟夫·菲尔斯特（英语：Joseph Fürst）飾演史陶芬堡與佛洛姆。
- 1967年：電影《將軍之夜》，由阿納托爾·利特瓦克（英语：Anatole Litvak）擔任導演[95]。
- 1968年：電影《克勞斯·馮·史陶芬堡》（Claus Graf Stauffenberg）。
- 1971年：《國家機密》（Geheime Reichssache），以7月20日密謀案被告在人民法院的訴訟影片剪輯而成的電影。
- 1971年：電視電影《女武神行動（德语：Operation Walküre (Fernsehfilm)）》
- 1988年：《戰爭與回憶（英语：War and Remembrance (miniseries)）》第十部，將赫爾曼·沃克所著的同名小說《戰爭與回憶》改編成電視劇[96]。
- 1990年：電視電影《史陶芬堡–反希特勒的密謀（英语：The Plot to Kill Hitler）》，由布拉德·大衛（英语：Brad Davis (actor)）主演史陶芬堡[97]。
- 1992年：紀錄片《不安分的良心：1935年至1945年德國反抗希特勒行動（英语：The Restless Conscience: Resistance to Hitler Within Germany 1933-1945）》[98]。
- 2004年：紀錄片電影《軍官的一小時（英语：Die Stunde der Offiziere）》[99]。
- 2004年：電視電影《史陶芬堡（英语：Stauffenberg (film)）》，由约·拜爾（英语：Jo Baier）擔任導演、塞巴斯蒂安·科赫（英语：Sebastian Koch）主演史陶芬堡[100][101]。
- 2004年：《震撼世界的那幾天（英语：Days That Shook the World）》，英國廣播公司第二台紀錄片節目[102]。
- 2008年：《行動代號：華爾奇麗雅》，由湯姆·克魯斯主演史陶芬堡[103]。
- 2008年：紀錄片《女武神行動：史陶芬堡刺殺希特勒之密謀（德语：Stauffenbergs Anschlag auf Hitler）》[104]。
- 2009年：電視文獻紀錄片《施陶芬貝格–真正的故事（德语：Stauffenberg – Die wahre Geschichte）》，由吉多·克諾普擔任導演[105]。

## 外部連結
维基共享资源上的相關多媒體資源：7月20日密谋案
- Heinemann, Winfried. . de Gruyter. 2021  [2022-05-22]. ISBN 978-3-11-069947-0. S2CID 240145815. doi:10.1515/9783110699333. （原始内容存档于2022-07-20） （英语）.
- German Opposition to Hitler and the Assassination Attempt of July 20, 1944
- Operation Valkyrie: the Stauffenberg Plot to Kill Hitler (80 min. documentary) （页面存档备份，存于）